# Gymnorhina tibicen
La gazza australiana (Gymnorhina tibicen (Latham, 1802)) è un uccello passeriforme della famiglia degli Artamidae, nell'ambito della quale rappresenta l'unica specie ascritta al genere Gymnorhina Gray, 1840.

## Etimologia
Il nome scientifico del genere, Gymnorhina, deriva dall'unione delle parole greche γυμνος (gymnos/gumnos, "nudo") e ῥινος (rhinos, "naso"), col significato di "naso nudo", in quanto in questi uccelli mancano le setole alla base del becco tipiche degli affini uccelli beccai: il nome della specie, tibicen, deriva dal latino tibicen, "suonatore di flauto", in relazione ai versi melodiosi di questi uccelli.

Il nome comune di "gazza australiana" è legato sia all'areale di distribuzione della specie che alla sua somiglianza con la gazza eurasiatica, solo superficiale in quanto i due uccelli non sono particolarmente affini a livello genetico.
A differenza di molte specie di animali australiani, il nome comune della gazza australiana non deriva dalle lingue aborigene, nelle quali questo uccello veniva conosciuto con vari nomi (Tarra-won-nang/djarrawunang, wibung, marriyang fra Eora e Darug, Booroogong/garoogong in wiradjuri, carrak fra i Jardwadjali, burrugaabu e galalu/guluu fra i Kamilaroi e warndurla in lingua yinjibarndi).

## Descrizione

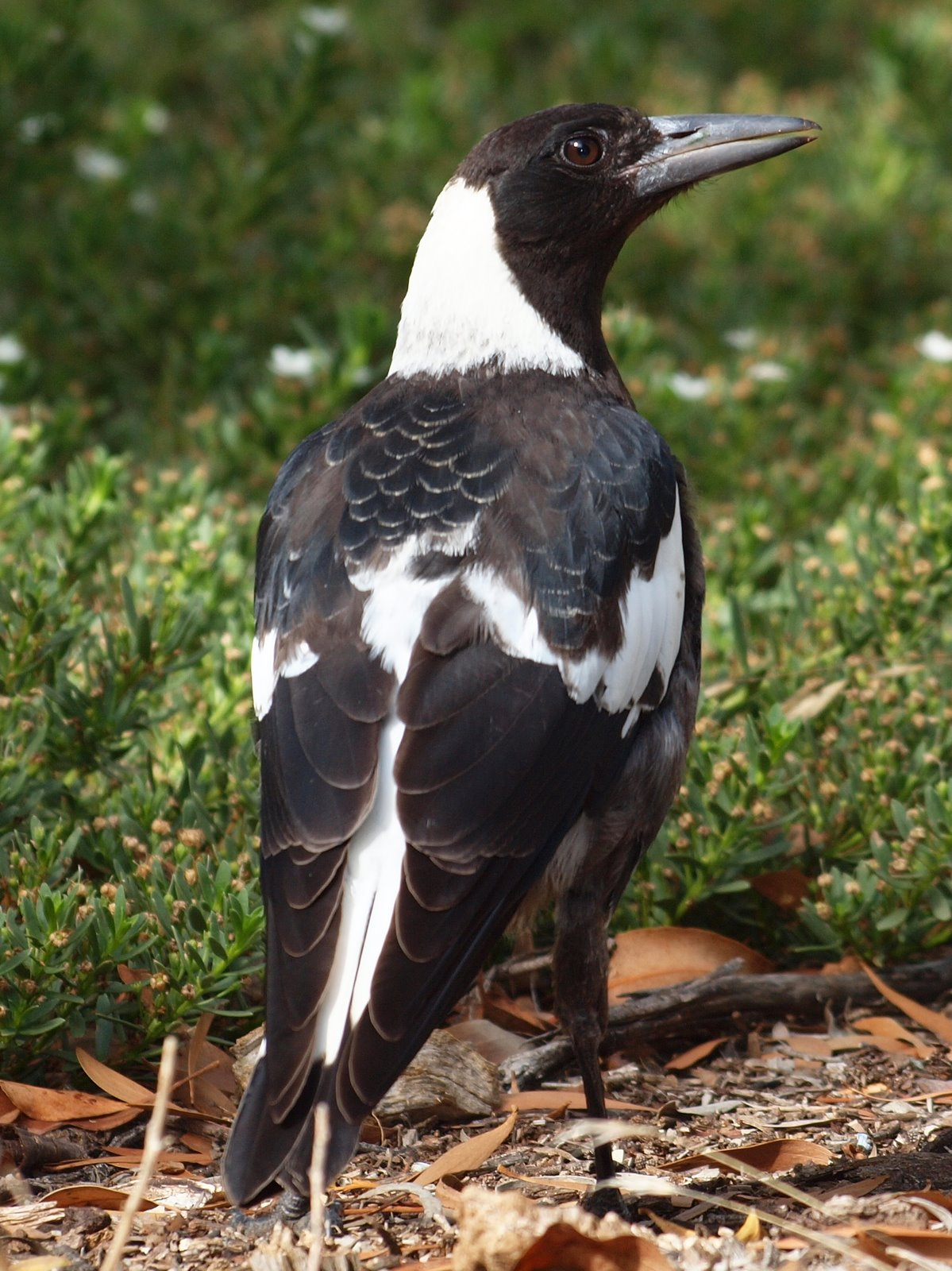
Maschio di spalle a Canberra.

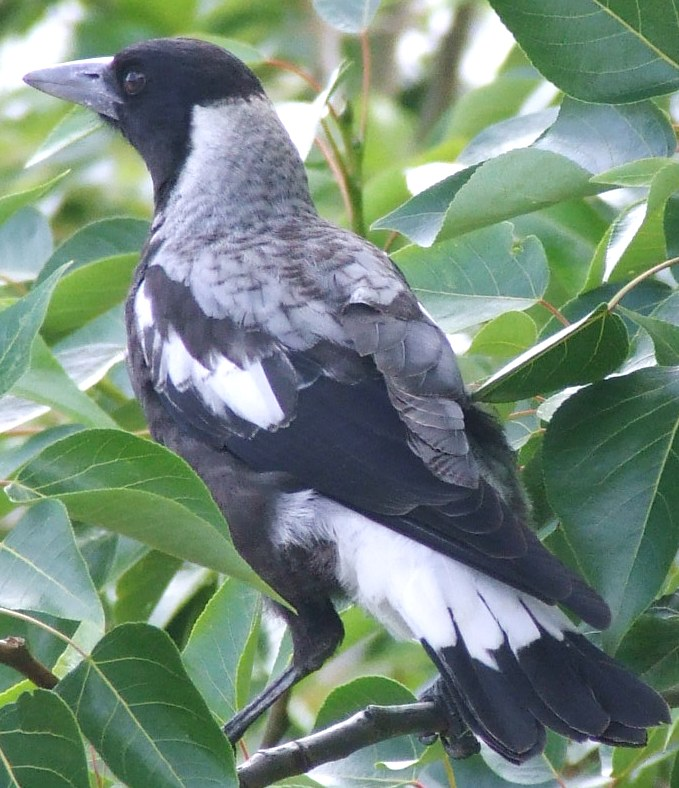
Femmina di spalle nel Victoria.

### Dimensioni
Misura 37–43 cm di lunghezza, per 210-360 g di peso e 65–85 cm di apertura alare. Le dimensioni seguono un gradiente crescente in direttrice nord-sud, con le popolazioni meridionali (ad eccezione di quella tasmaniana) più grandi.

### Aspetto
Si tratta di uccelli dall'aspetto robusto, muniti di testa arrotondata, collo robusto e piuttosto lungo, zampe lunghe, forti e robuste, lunghe ali appuntite e coda squadrata e abbastanza lunga anch'essa, nonché di becco lungo e robusto, dalla mandibola superiore munita di punta uncinata. Nel complesso, le gazze australiane somigliano molto ai corvi (non per niente il loro nome comune richiama la gazza eurasiatica, alla quale questi uccelli sono accomunati anche dalla colorazione bianca e nera) e nelle osservazioni sul campo possono essere confuse col più affine uccello beccaio bianconero (che però presenta area ventrale bianca anziché nera) o con la più piccola e slanciata grallina gazza, con la quale condividono i motivi bianconeri della livrea.
Il piumaggio si presenta di colore nero lucido su testa, gola, petto, ventre, ali e coda, mentre le scapole, il sottocoda e la nuca sono di colore bianco. Sussiste una certa variazione del piumaggio dorsale fra le varie sottospecie: in alcune l'intero dorso è di colore bianco, in altre esso è invece completamente nero, in altre ancora esso è bianco nel maschio e nero nella femmina.
Il dimorfismo sessuale è abbastanza evidente, con le femmine che (oltre ad essere più robuste a parità d'età rispetto ai maschi) presentano la nuca (o l'intera area dorsale, nel caso di sottospecie con questa caratteristica) di colore grigio-biancastro anziché bianco.

In ambedue i sessi gli occhi sono di colore rosso scuro negli adulti (in opposizione agli occhi gialli dei currawong, bruno scuro degli uccelli beccai e bianchi dei corvidi australiani), le zampe sono di colore nero e il becco è di colore bluastro con margini e punta neri.

## Biologia

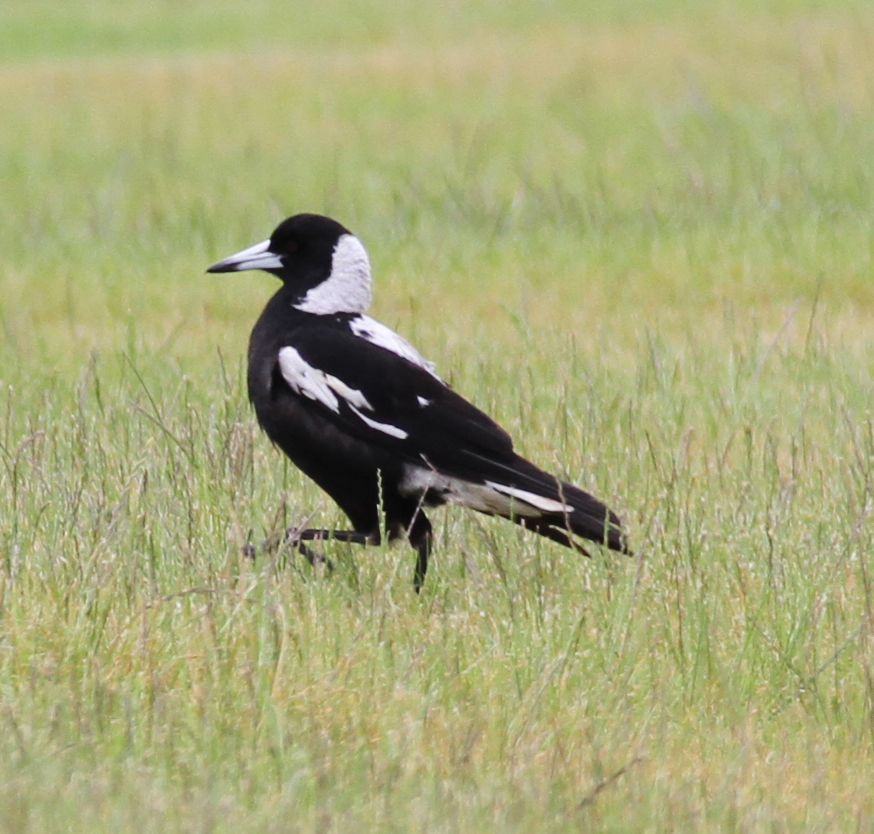
Esemplare al suolo: le gazze australiane sono prevalentemente terricole.

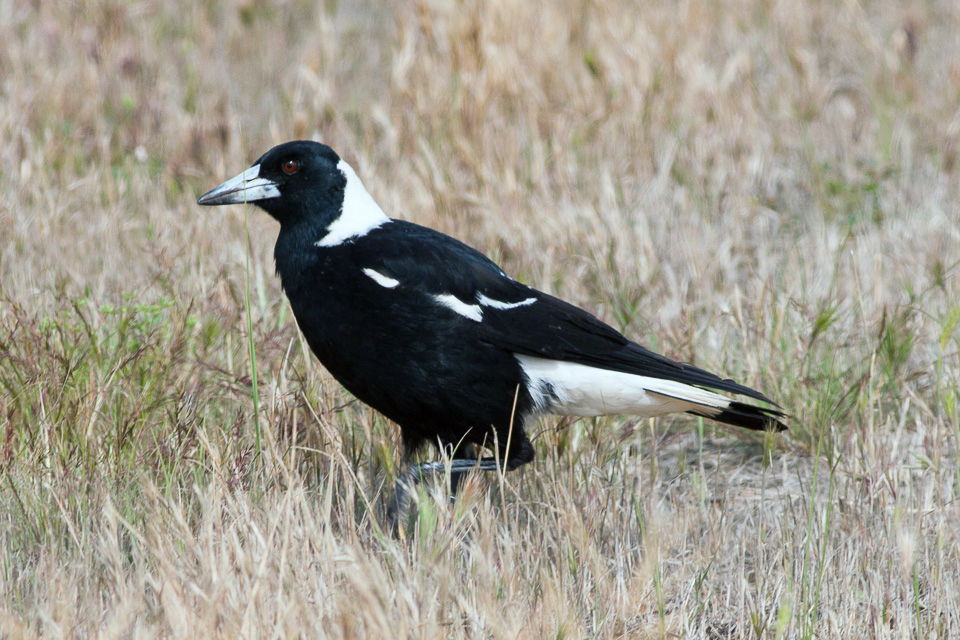
Esemplare al suolo in natura.

Si tratta di uccelli dalle abitudini di vita essenzialmente diurne (sebbene questi uccelli possano essere attivi anche durante la notte, specialmente in caso di sospette invasioni del proprio territorio), che si riuniscono in gruppi poco numerosi, costituiti da 3 a 10 esemplari nei quali si trova un maschio dominante che vive in poligamia con diverse femmine: i gruppi sono tendenzialmente sedentari (sebbene in particolare all'infuori della stagione degli amori esemplari di più gruppi e talvolta più sottospecie mostrino una certa mobilità) ed occupano un territorio ben definito, che viene difeso accanitamente da eventuali intrusi, in particolar modo conspecifici, mediante tutta una serie di rituali e posture.
La gazza australiana presenta costumi molto più terricoli rispetto agli altri artamidi, famiglia nell'ambito della quale rappresenta l'unica specie a muoversi al suolo camminando (soprattutto in virtù del femore più corto rispetto alla parte distale della zampa) piuttosto che saltellando a zampe unite come i merli o le altre specie della propria famiglia.

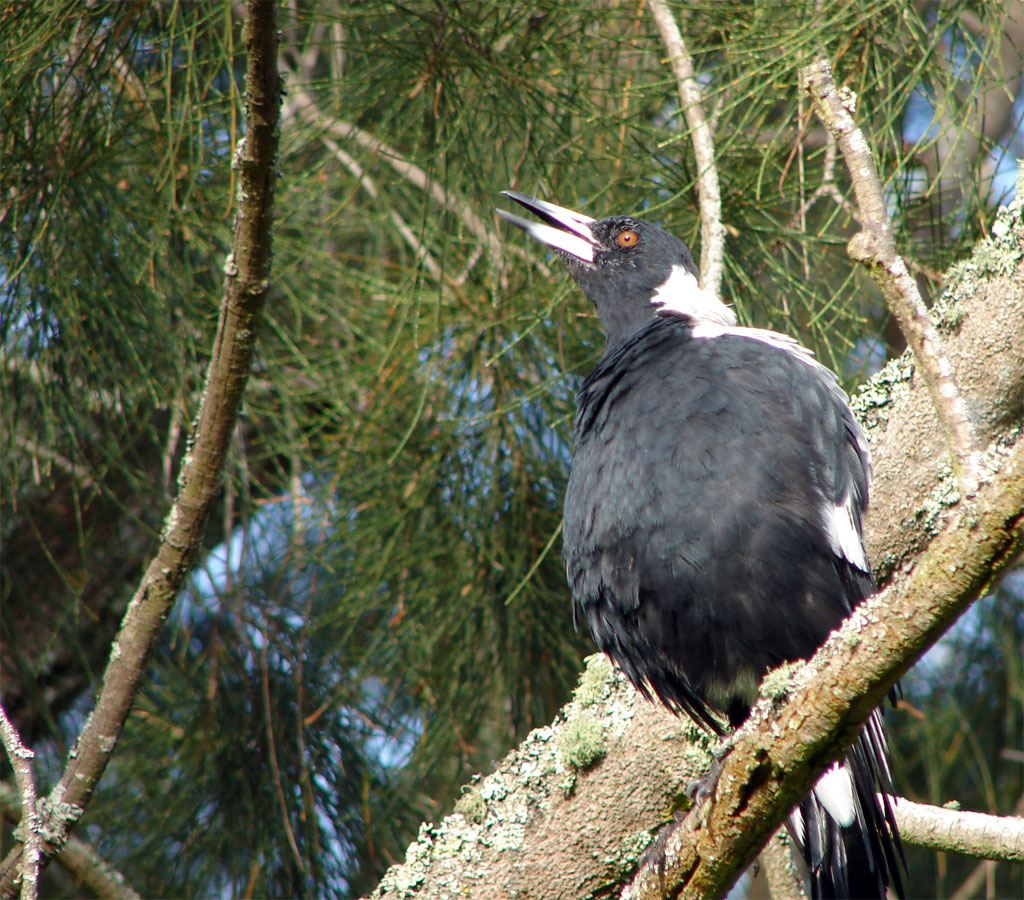
Esemplare canta su una casuarina.

Questi uccelli sono molto rinomati per la loro abilità come cantori: i richiami della gazza australiana coprono oltre quattro ottave, e questi uccelli sono inoltre ottimi imitatori di altre specie animali, compreso l'uomo.
Il canto della gazza australiana è melodioso e articolato e viene emesso dagli esemplari solitari soprattutto poco dopo la fine della stagione riproduttiva: questi versi viaggiano su corte distanze e possono durare fino a 70 minuti, includendo parti cantate ed altre composte da suoni indistinti, gracchi o imitazioni di versi di altri uccelli. Per difendere il territorio, invece, i maschi dominanti emettono canti più sonori, ai quali si unisce la femmina dominante e talvolta anche gli altri membri del gruppo, in particolar modo all'alba e al tramonto. In caso di avvistamento di nemici, i richiami divengono aspri e acuti, mostrando piccole differenze di tono a seconda della specie di predatore avvistata. I giovani, infine, sono soliti emettere richiami acuti e sonori (fino a 80 decibel). Durante il canto, le gazze australiane tengono la testa rivolta verso l'alto ed il petto dilatato, muovendo le ali all'indietro. I richiami di questi uccelli sembrerebbero mostrare variazioni a seconda della località e della sottospecie.

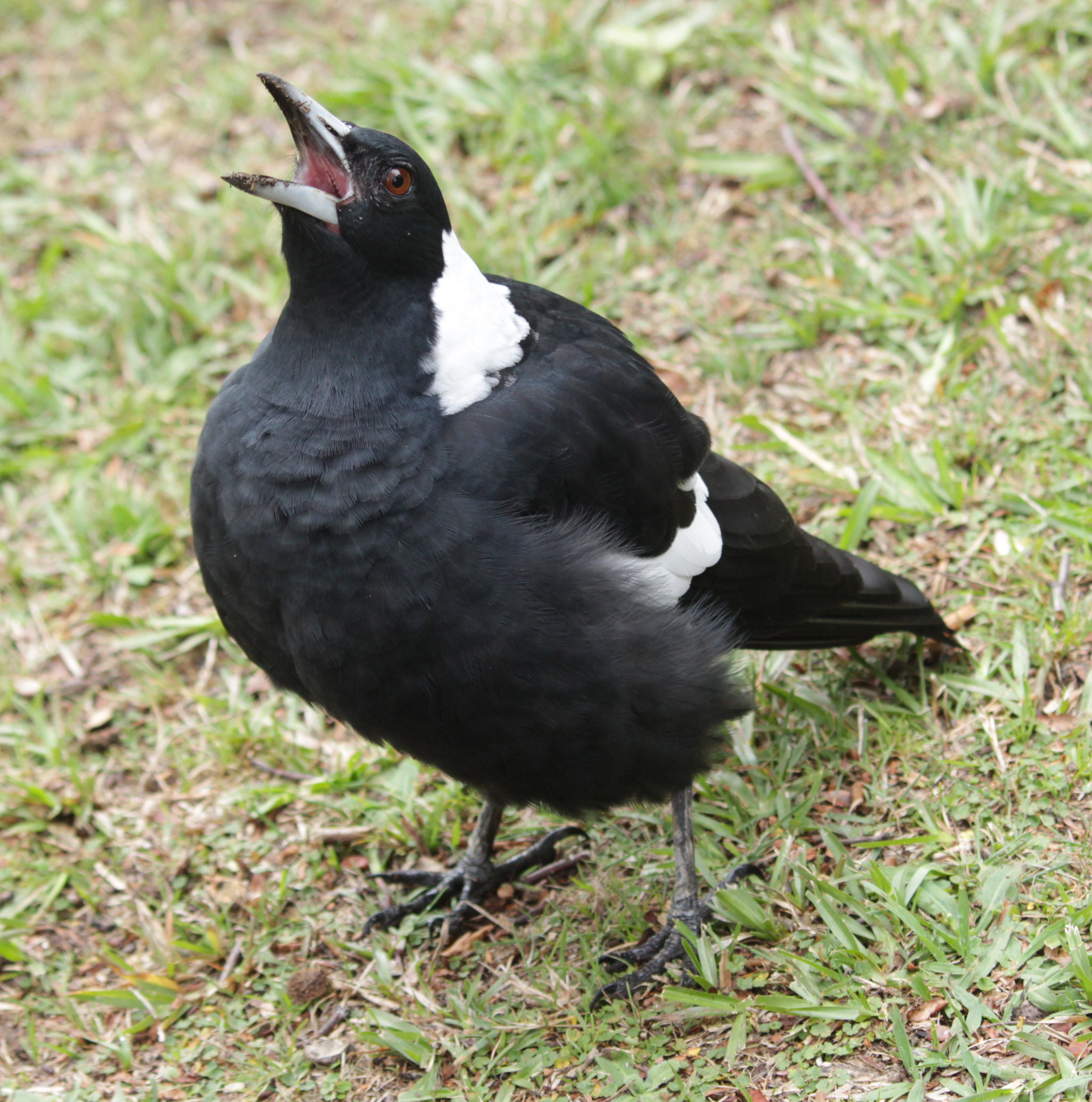
Esemplare in atteggiamento aggressivo: notare le penne dei fianchi arruffate.

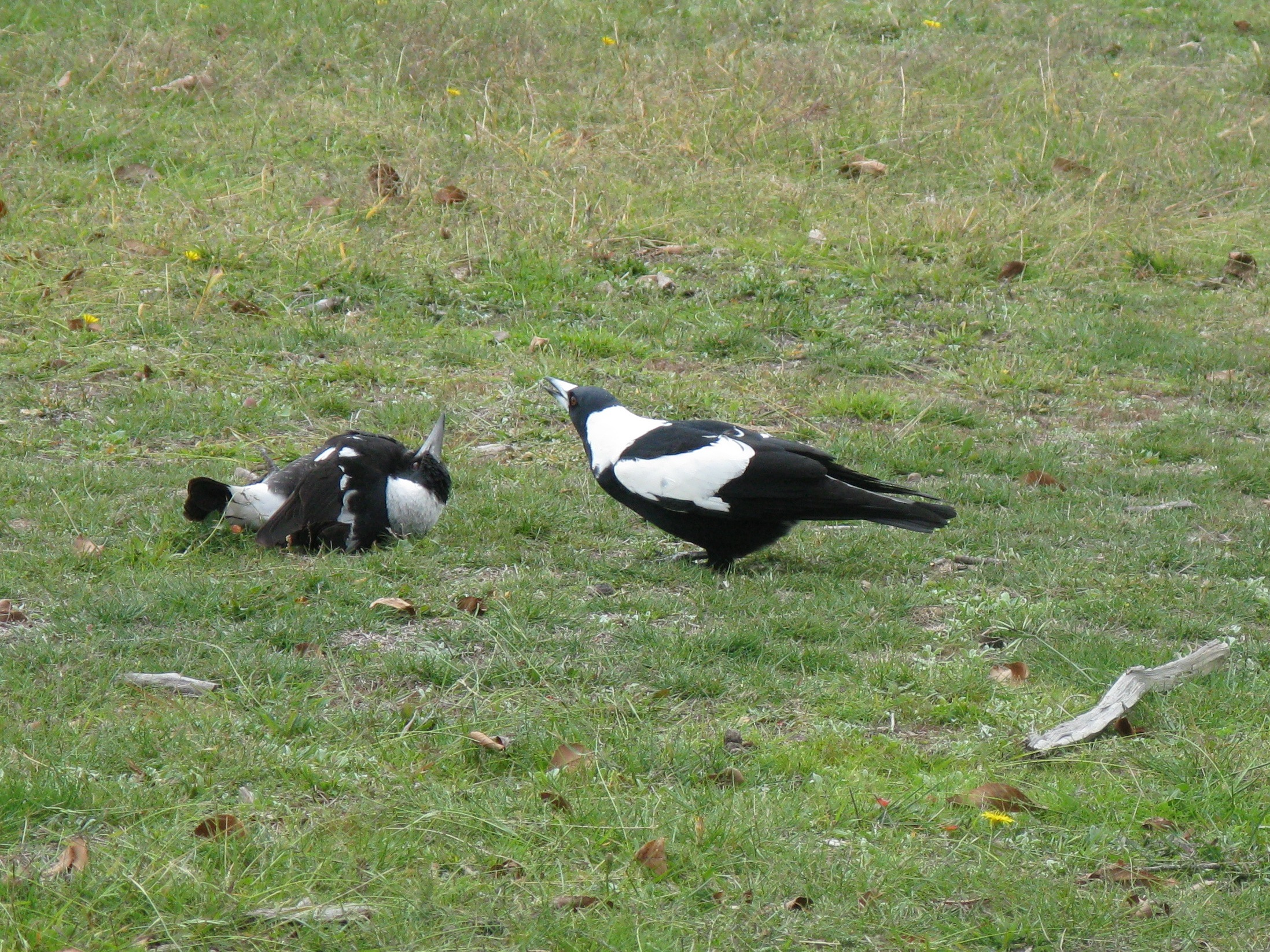
Giovane si sottomette a un adulto.

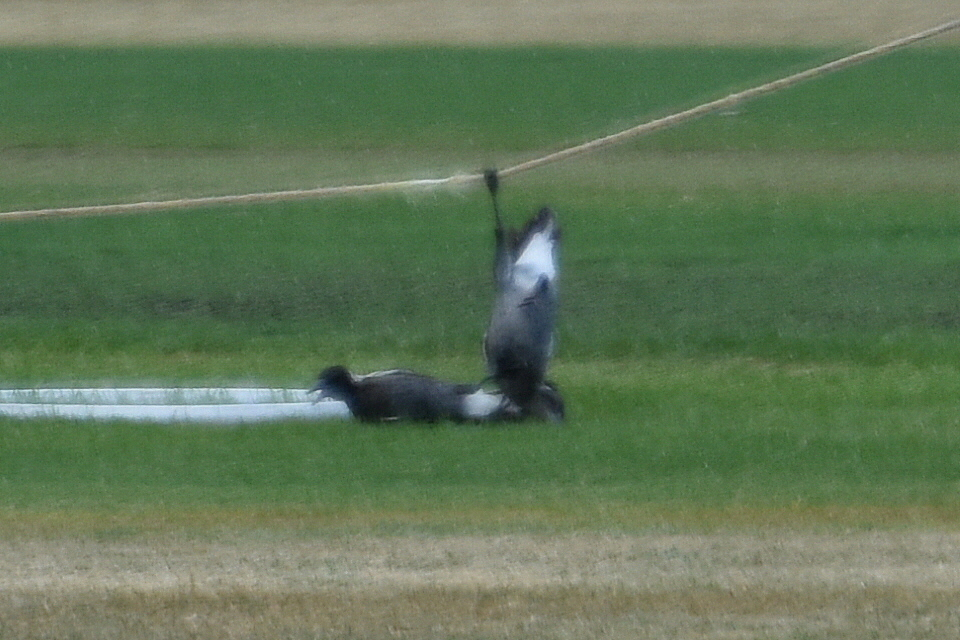
Due esemplari giocano a Sydney.

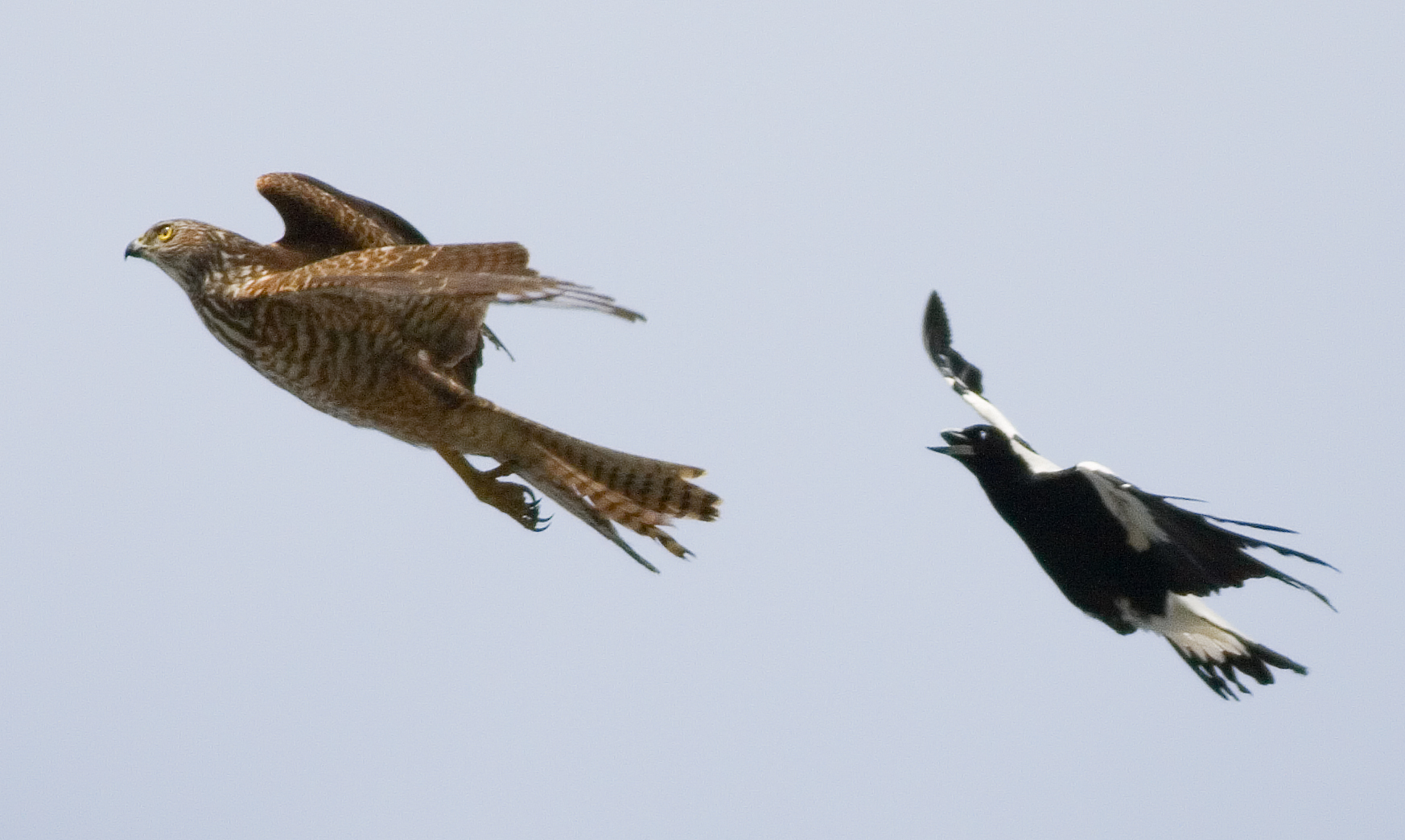
Gazza australiana scaccia un astore australiano.

In generale, nella gazza australiana gli approcci sociali aggressivi sono in numero maggiore rispetto a quelli neutri o amichevoli: sbattere rumorosamente il becco o arruffare le penne (in particolar modo quelle dei fianchi) è generalmente un atteggiamento aggressivo (il primo rivolto ad animali di altre specie, il secondo ai conspecifici) che spesso precede l'attacco, mentre manipolare e passare a un altro esemplare un oggetto raccolto dal terreno è un comportamento amichevole e tenersi accovacciati (arrivando nei giovani a poggiarsi sulla schiena esponendo all'esemplare dominante le vulnerabili parti ventrali), puntare la testa verso il basso o emettere richiami bassi sono segnali di sottomissione.
All'approssimarsi ai margini del territorio di un altro stormo, gli esemplari dominanti dei due gruppi si fronteggiano (coi rispettivi stormi di appartenenza che osservano la scena a una certa distanza) camminando impettiti avanti e indietro lungo il confine del proprio territorio, spesso arruffando le penne ed ingaggiando duelli canori, allo scopo di definire i rapporti di dominanza: per mostrare forza, i componenti dei due stormi si avvicinano ai propri capi, spesso scendendo in picchiata sui nemici (senza però toccarli) ed emettendo durante tutto il processo aspri richiami d'allarme. I rapaci vengono invece affrontati emettendo prima una serie di richiami d'allarme (atti a segnalare la presenza di un predatore anche ai gruppi dei territori limitrofi), e poi attaccati in gruppo dai due lati contemporaneamente fino ad essere allontanati a una certa distanza dal territorio.
Questi uccelli presentano inoltre comportamenti giocosi: essi possono rincorrersi oppure rincorrere un membro del gruppo che tiene un rametto o una foglia nel becco al fine di beccargli le penne della coda, o ancora lanciarsi gli uni sugli altri o competere in combattimenti simulati. Talvolta questi uccelli si divertono anche a spese di altre specie, come il mangiamiele faccia blu o il pipit australiano.

### Alimentazione

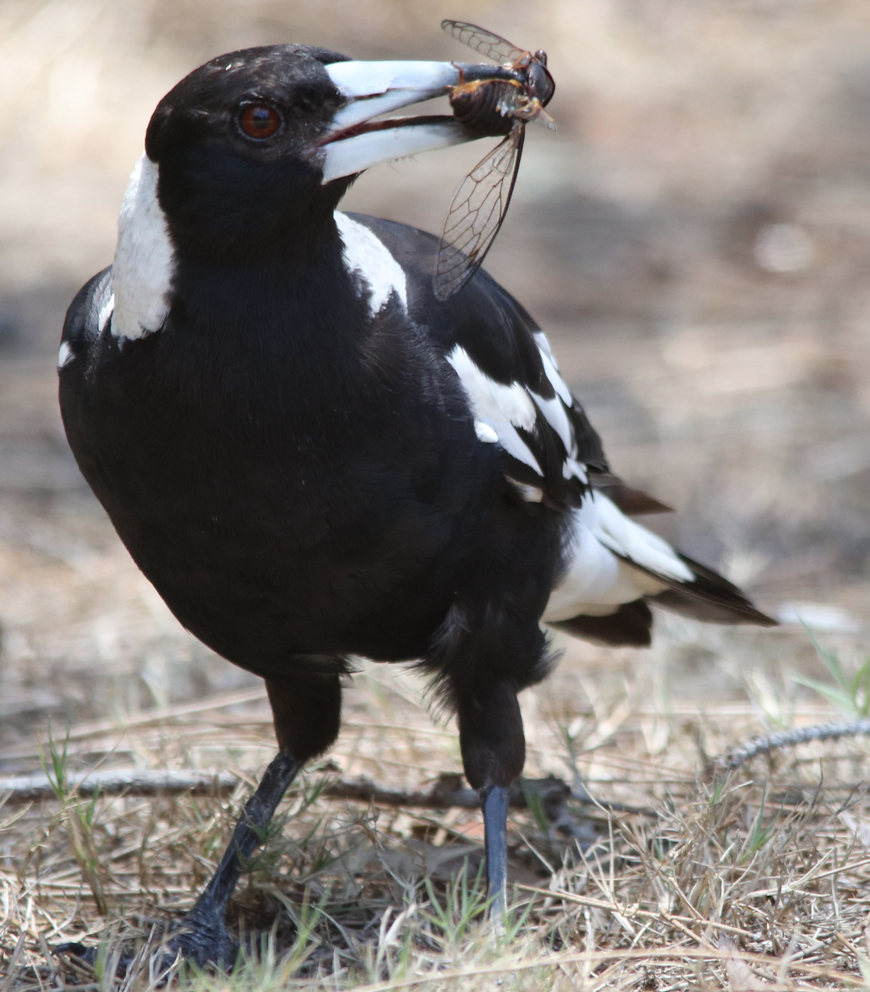
Esemplare con una cicala nel becco a Church Point.

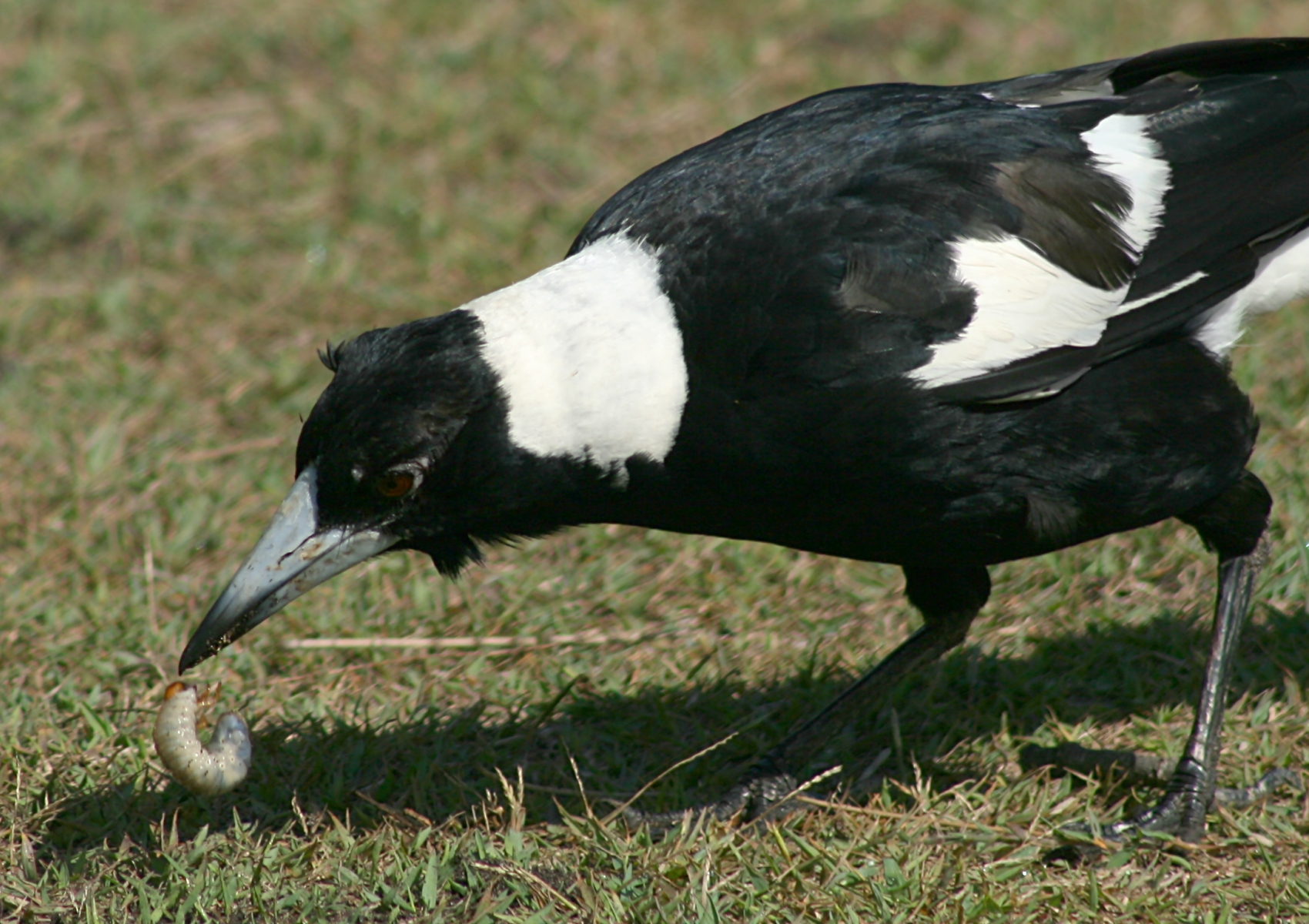
Un esemplare estrae dal terreno una larva di coleottero.

La gazza australiana è un uccello onnivoro che cerca il cibo al suolo, camminando e tenendo d'occhio il terreno, esplorando metodicamente la zona ed utilizzando talvolta il becco come sonda fra i sassolini e le foglie cadute. Oltre alla vista, le gazze australiane utilizzano anche l'udito per localizzare le loro prede sottoterra.
La dieta di questi uccelli è perlopiù insettivora, componendosi di numerosi invertebrati di dimensioni medio-grandi (scarafaggi, coleotteri, bruchi, millepiedi, lumache, ragni e scorpioni, nonché larve e lombrichi scavati dal suolo e falene e cavallette catturate al volo), ma comprendendo anche piccoli vertebrati (scinchi, lucertole, rane, topolini, piccoli uccelli) ed anche una componente di origine vegetale, comprendente granaglie, tuberi, fichi e frutta con guscio.

La gazza australiana è uno dei pochi animali nativi a riuscire a nutrirsi senza pericoli del dannosissimo rospo delle canne, girando questi animali sul ventre e nutrendosi delle interiora evitando il veleno del dorso.
Il cibo viene generalmente ingoiato intero: le prede più voluminose possono essere fatte grossolanamente a pezzi col forte becco affilato, mentre le prede munite di pungiglione (come api e vespe) vengono private dello stesso prima di essere consumate.

### Riproduzione

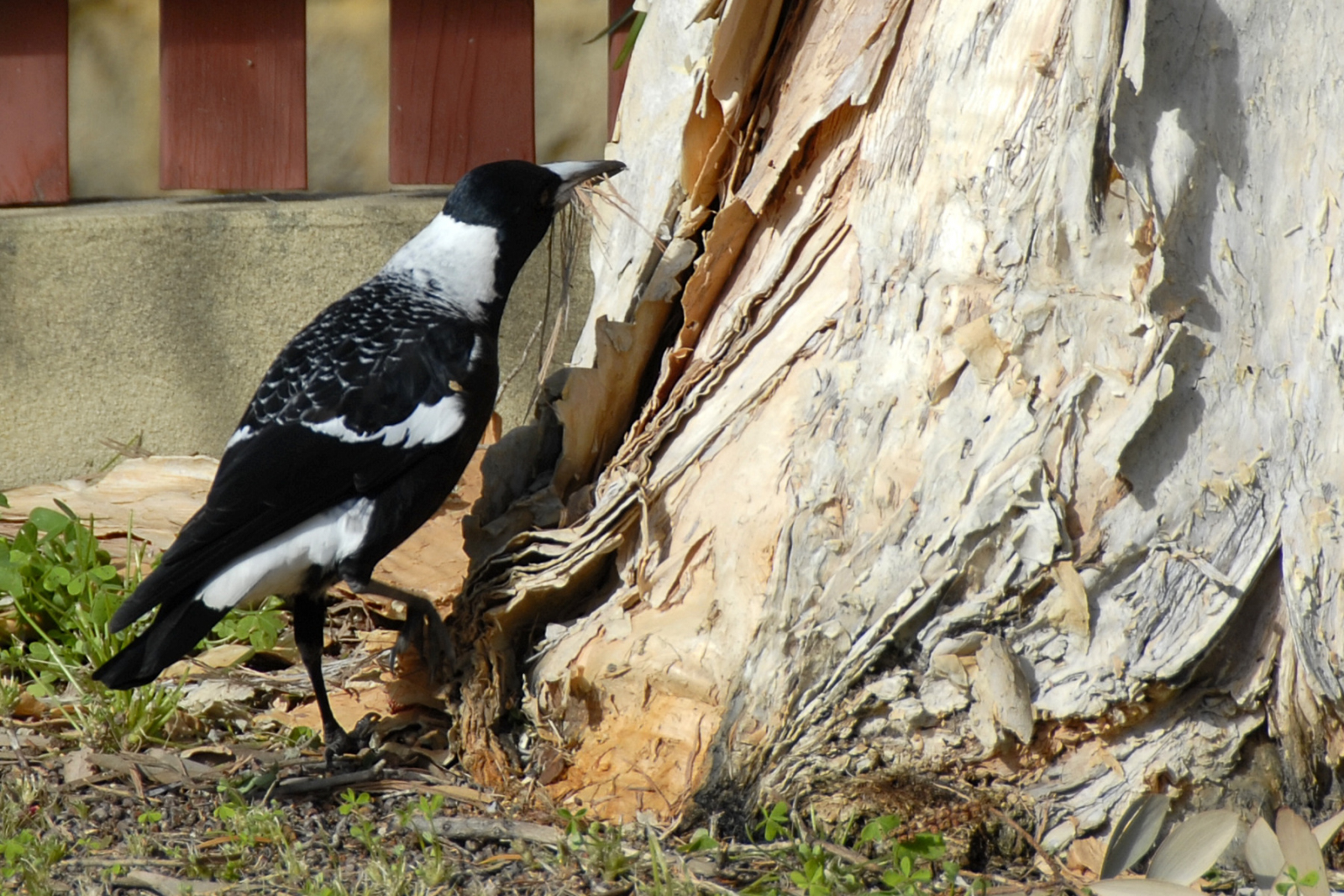
Femmina reperisce materiale per il nido a Fremantle.

La stagione riproduttiva è piuttosto lunga e si estende da giugno a marzo (con picchi in agosto e settembre-dicembre), pur presentando variazioni nelle varie zone dell'areale occupato dalla specie.

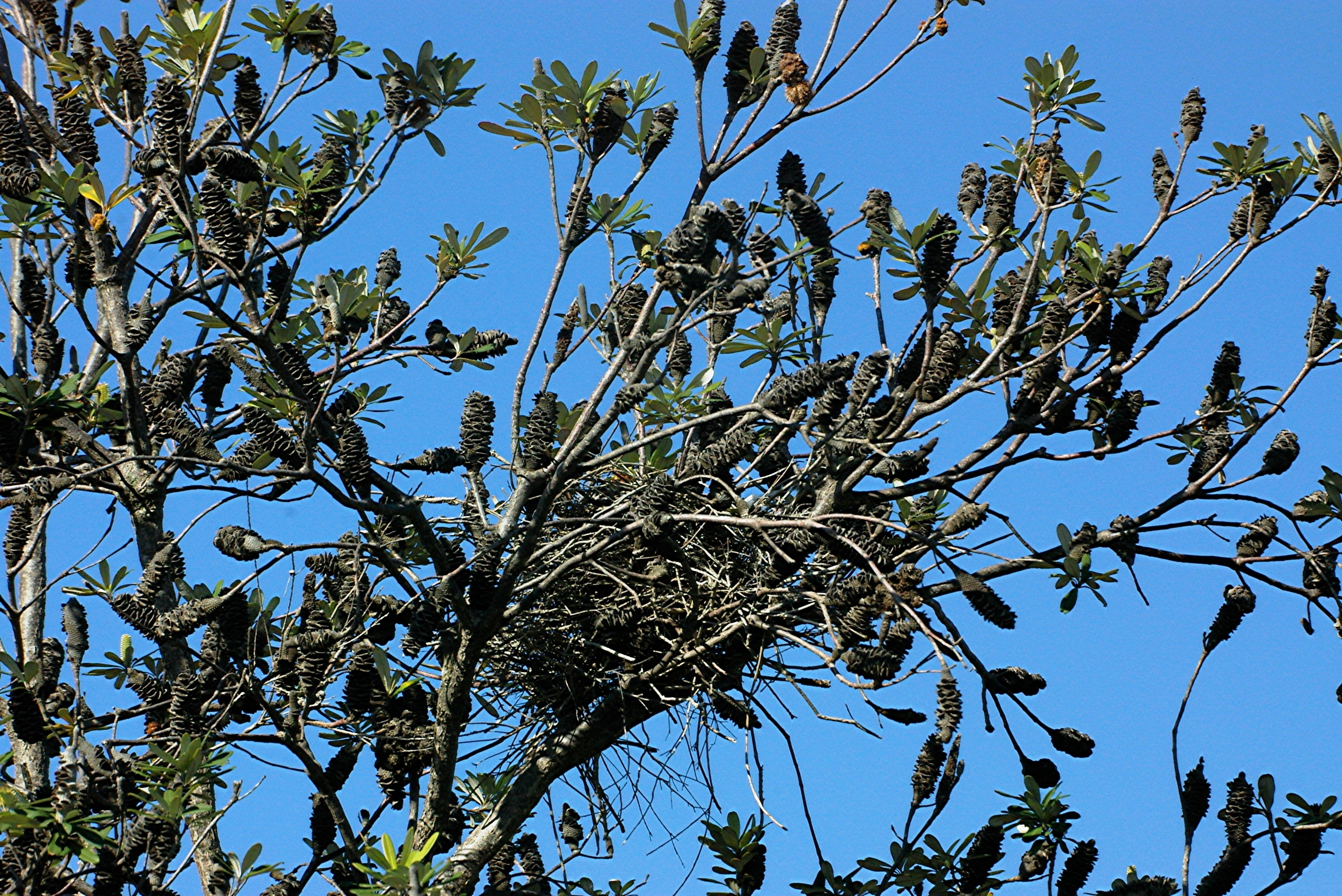
Nido su Banksia.

Il nido viene costruito dalla sola femmina: esso presenta forma a coppa arrotondata e si compone di rametti intrecciati nella parte esterna e di materiale più soffice (corteccia, pelame, piumino, erba secca) a foderare la parte interna. Nelle aree antropizzate, le gazze australiane utilizzano anche materiale sintetico per la costruzione. Il nido viene costruito alla biforcazione di un albero (generalmente un eucalipto, ma anche specie introdotte come olmo, biancospino e pino), in alto ma non al riparo dei rami, bensì in posizione ben visibile.
All'interno del nido la femmina depone 2-5 uova dal guscio azzurrino o verdastro, di circa 30 × 40 mm di grandezza, che provvede a covare da sola per circa 20 giorni. I pulli sono ciechi ed implumi alla schiusa: essi presentano pelle rosa, zampe con piedi comicamente grandi rispetto al corpo e gola di colore rosso brillante. I nidiacei vengono imbeccati dalla sola femmina, a sua volta imbeccata dal maschio: come osservabile anche in altri artamidi, non di rado anche gli altri membri del gruppo cooperano con la femmina nell'accudire la prole.

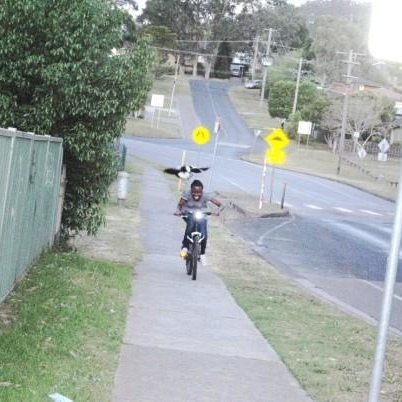
Gazza australiana attacca ciclista.

Dopo la schiusa delle uova e fino a quando i giovani lasciano il nido, le gazze australiane (in particolar modo i maschi) si dimostrano estremamente territoriali ed aggressive nei confronti di intrusi percepiti come pericolo per la prole, difendendo strenuamente i dintorni del nido fino a un raggio di una cinquantina di metri e non di rado attaccando anche incauti passanti. L'aggressività di questi uccelli è generalmente rivolta verso un particolare tipo di intruso (ad esempio cani, passanti appiedati o ciclisti) ed aumenta man mano che i piccoli crescono, finendo per cessare quando essi lasciano il nido. Non mancano tuttavia uccelli che nidificano nelle immediate vicinanze (spesso sullo stesso albero dov'è situato il nido o addirittura proprio sotto di esso) delle gazze australiane in nidificazione (come beccospino groppagialla, ripiduro batticoda, facciabianca meridionale e minatore chiassoso), proprio per beneficiare della loro azione deterrente nei confronti di eventuali predatori: il pardalote striato è invece solito scavare nella base del nido di gazza australiana alla ricerca di cibo.

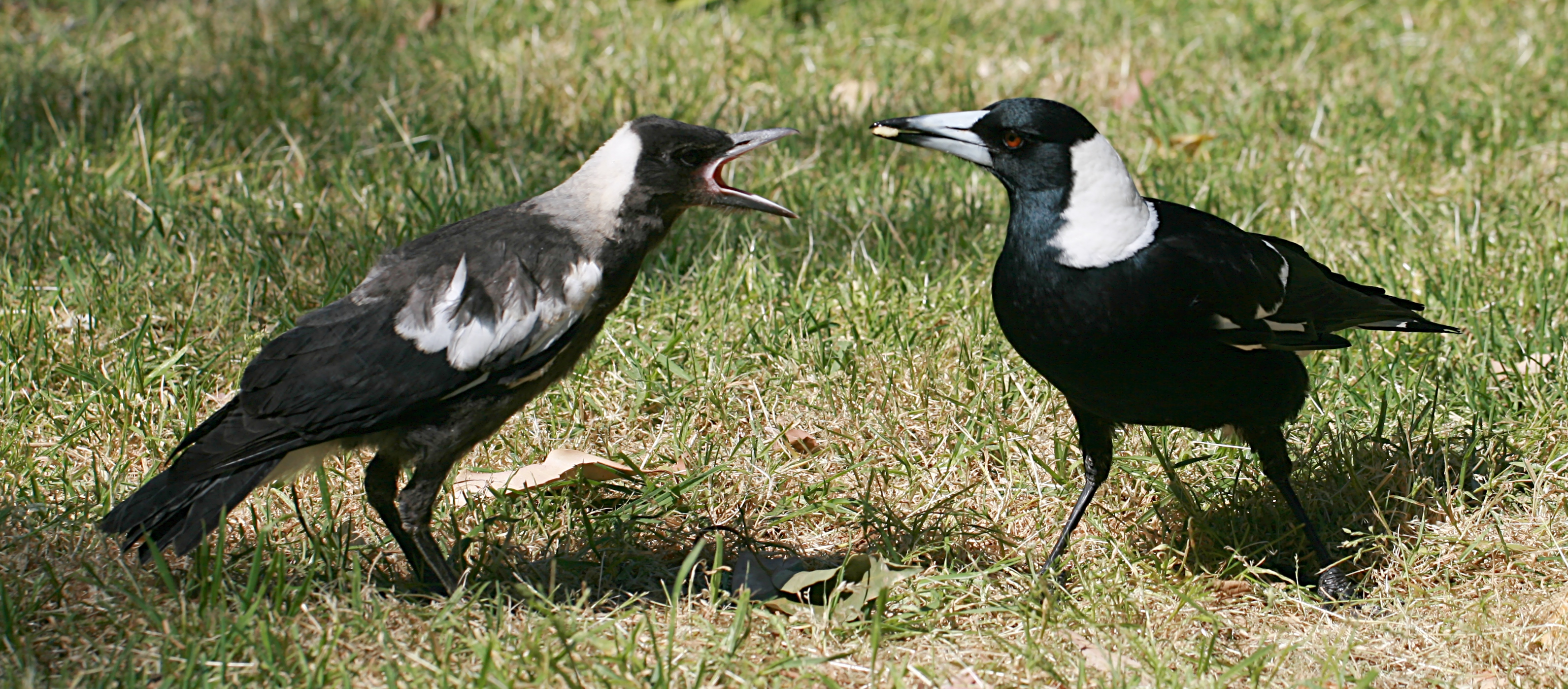
Giovane chiede l'imbeccata a adulto a Sydney.

Il primo piumino su testa, ali e dorso dei piccoli cresce attorno alla prima settimana dopo la schiusa, mentre gli occhi non vengono aperti prima dei dieci giorni di vita, ed il corpo è completamente ricoperto di piume a due settimane d'età: a questo punto i giovani sono pronti per l'involo, cominciando ad avventurarsi fuori dal nido.

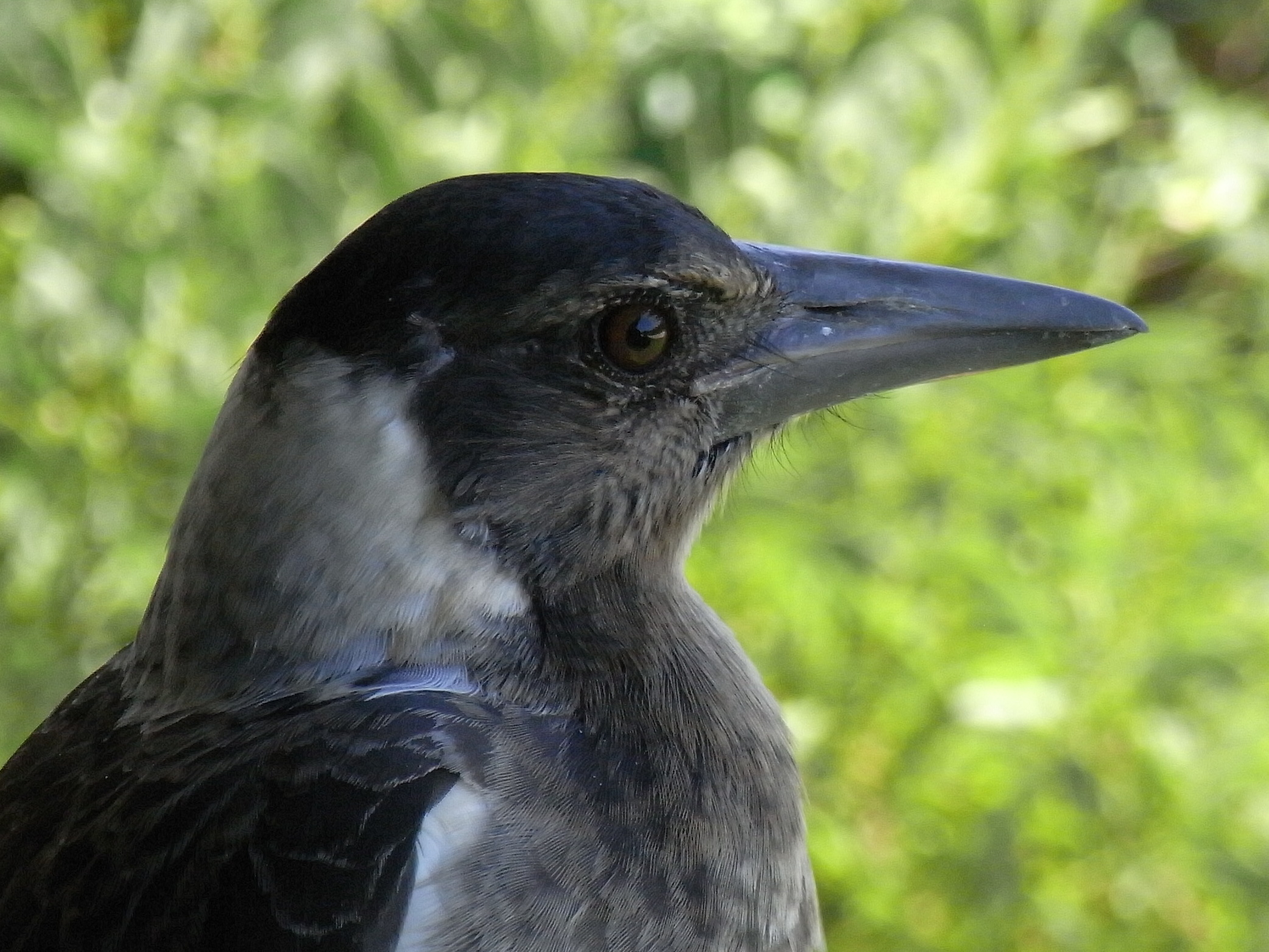
Primo piano di giovane: notare l'iride bruna.

Tre settimane dopo essere usciti dal nido, i nidiacei cominciano a cercare il cibo da soli, pur continuando ad essere nutriti dai genitori fino a sei mesi di vita, e non di rado chiedendo ancora l'imbeccata (pur venendo ignorati) fino agli otto-nove mesi. La taglia adulta viene raggiunta a circa un anno d'età: a questo punto i giovani sono quasi indistinguibili dalle femmine adulte, dalle quali è possibile differenziarli per il piumaggio più smorto (fino al secondo anno di vita il nero corporeo è più tendente al bruno) e soprattutto per gli occhi bruni anziché rossi. Generalmente, i giovani lasciano il nido proprio attorno all'anno d'età, tuttavia tale evento dipende dall'aggressività degli individui dominanti del loro stesso sesso, spaziando dagli otto mesi ai quattro anni.
Sebbene i giovani diventino fertili all'età di un anno, gli individui adulti impediscono loro di riprodursi fino a che non raggiungono l'età di 4 o 5 anni. La speranza di vita della gazza australiana si aggira attorno ai 25 anni, sebbene non manchino casi di esemplari che hanno raggiunto i 30 anni.
La gazza australiana subisce parassitismo di cova da parte del cuculo becco scanalato.

## Distribuzione e habitat

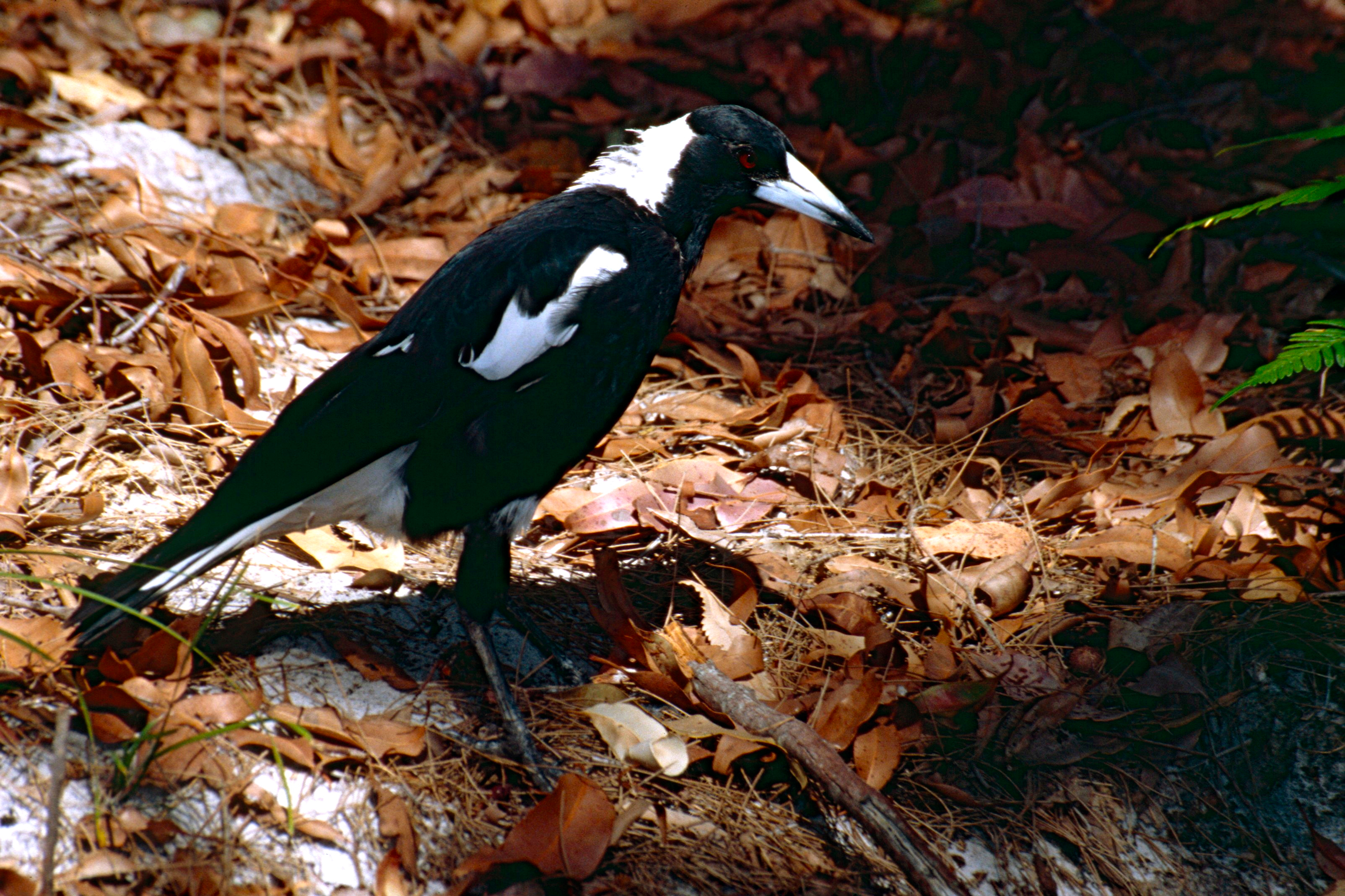
Esemplare al suolo nel Queensland meridionale.

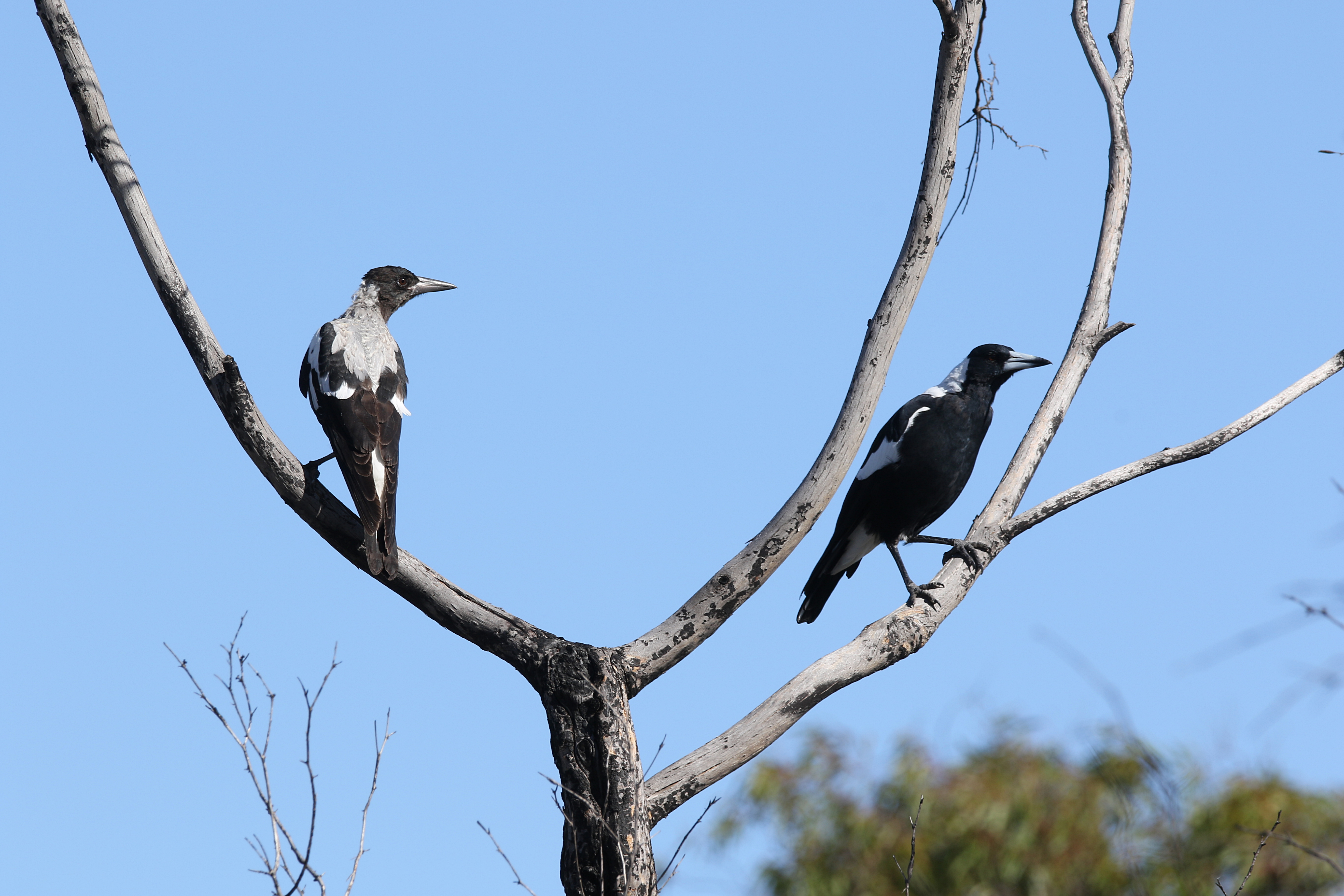
Due esemplari nel Victoria.

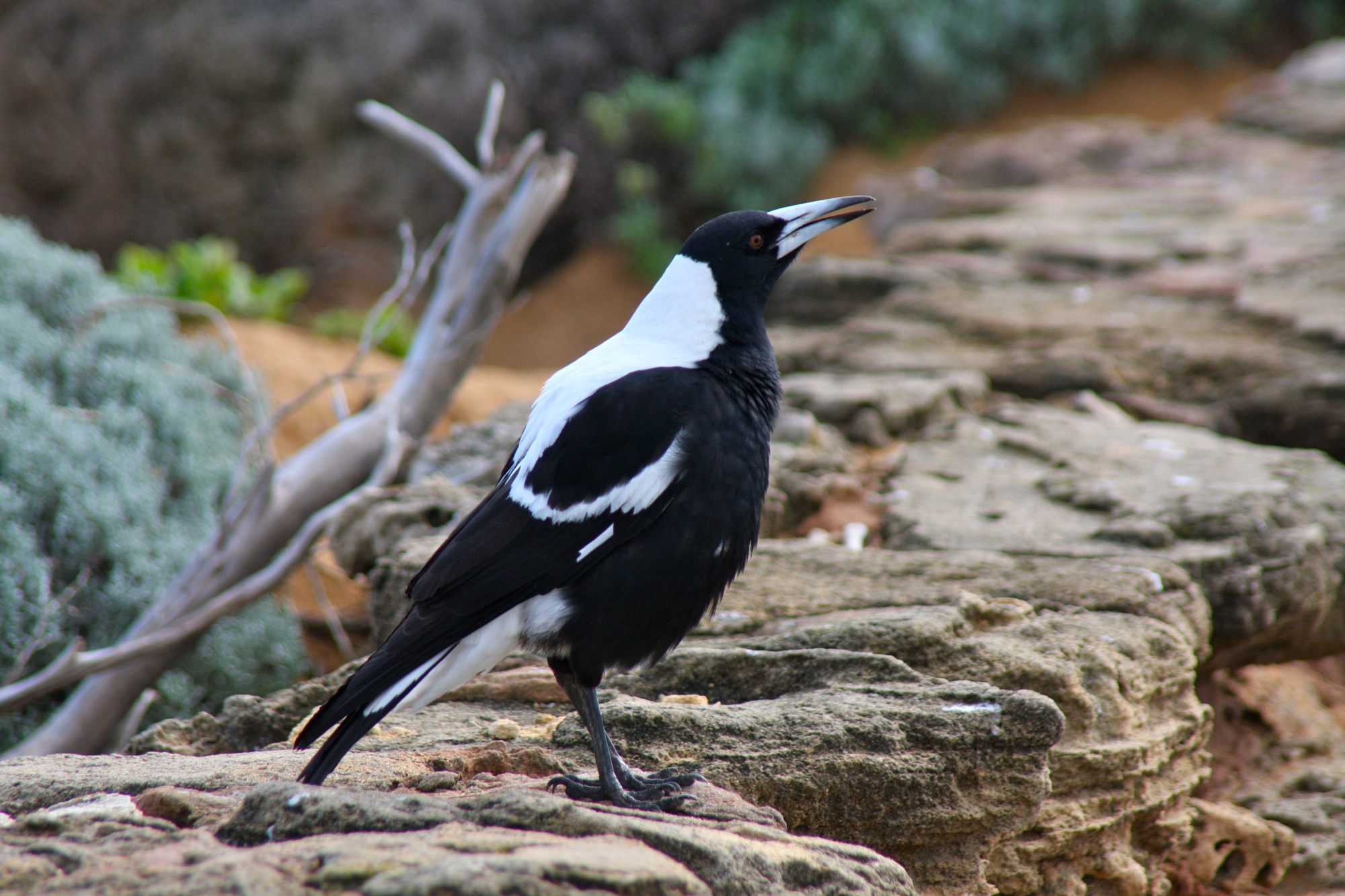
Esemplare a Warrnambool.

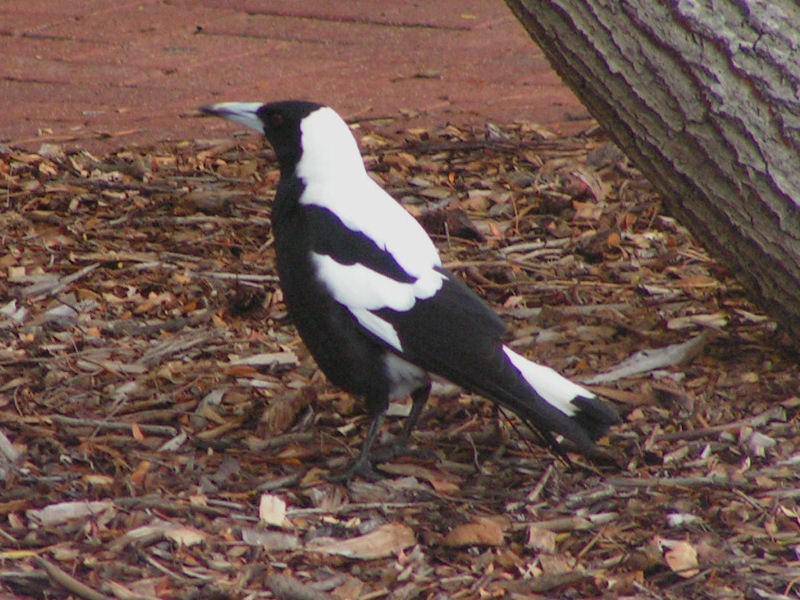
Esemplare a Perth.

Come intuibile dal nome comune, la gazza australiana vive in Australia, dove è presente grossomodo ovunque, ad eccezione dell'estrema punta della penisola di Capo York, del Gran Deserto Sabbioso e del deserto di Gibson: essa è diffusa anche in Tasmania, della quale non abita però la parte sud-occidentale. A dispetto del nome, tuttavia, la gazza australiana è diffusa anche in Nuova Guinea meridionale, a sud del fiume Fly.
La specie è stata inoltre introdotta con successo in Nuova Zelanda (a partire principalmente da esemplari tasmaniani e del Victoria) attorno agli anni '60 del XIX secolo, ed attualmente è diffusa in tutto il Paese, con le forme dal dorso bianco che dominano dappertutto tranne che nell'area della baia di Hawke, dove prevalgono gli esemplari a dorso nero. La gazza australiana è stata inoltre introdotta sull'isola figiana di Taveuni, della quale occupa attualmente la porzione occidentale, mentre i tentativi d'introduzione a Ceylon e nelle isole Salomone non hanno avuto successo.
L'habitat preferito di questi uccelli sono le aree erbose aperte con presenza di macchie alberate dove passare la notte e nidificare: pur prediligendo le aree secche con presenza di eucalipti, le gazze australiane sono molto adattabili e colonizzano senza problemi le aree antropizzate (beneficiando dei pascoli ed insediandosi in parchi, giardini, pinete e campi da golf) e si spingono anche nella foresta pluviale e a sclerofille, purché siano presenti radure ed aree aperte sufficientemente ampie.

## Tassonomia
Se ne riconoscono 8 sottospecie:

Areale delle varie sottospecie (terraereginae attualmente sinonimizzata con tibicen).

- Gymnorhina tibicen tibicen (Latham, 1801) - la sottospecie nominale, diffusa in gran parte dell'Australia orientale dalla penisola di Capo York al lago Eyre e alla sponda settentrionale del fiume Murray e lungo la fascia costiera fino a Sydney;
- Gymnorhina tibicen papuana Bangs & Peters, 1926 - diffusa in Nuova Guinea meridionale;
- Gymnorhina tibicen eylandtensis White, 1922 - diffusa nel Kimberley ad est attraverso il Territorio del Nord (compresa Groote Eylandt) fino al Queensland nord-occidentale;
- Gymnorhina tibicen tyrannica Schodde & Mason, 1999 - diffusa nel nord-est del Victoria, ad est della Grande Catena Divisoria;
- Gymnorhina tibicen hypoleuca (Gould, 1837) - endemica della Tasmania e di alcune isole dello stretto di Bass (Flinders e King);
- Gymnorhina tibicen telonocua Schodde & Mason, 1999 - diffusa in Australia Meridionale;
- Gymnorhina tibicen dorsalis Campbell, A. J., 1895 - diffusa nel sud-ovest dell'Australia da Eucla a Perth;
- Gymnorhina tibicen longirostris Milligan, 1903 - diffusa in Australia Occidentale fra Dampier e il Pilbara.

Alcuni autori riconoscono anche le sottospecie terraereginae della penisola di Capo York e della costa orientale australiana, attualmente sinonimizzata con la nominale, leuconota dell'Australia Meridionale e finki dell'area di Alice Springs.

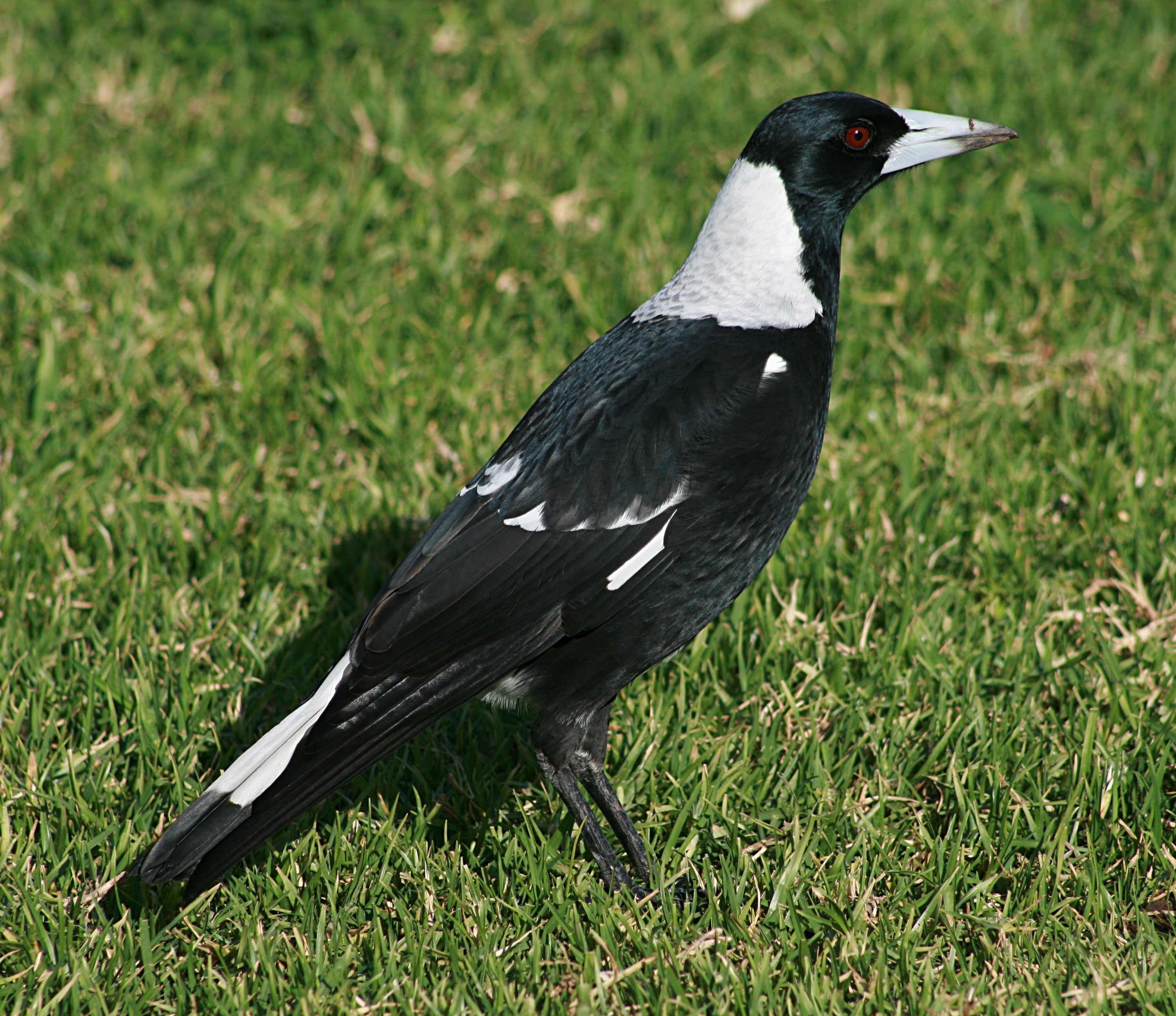
Maschio della sottospecie nominale.
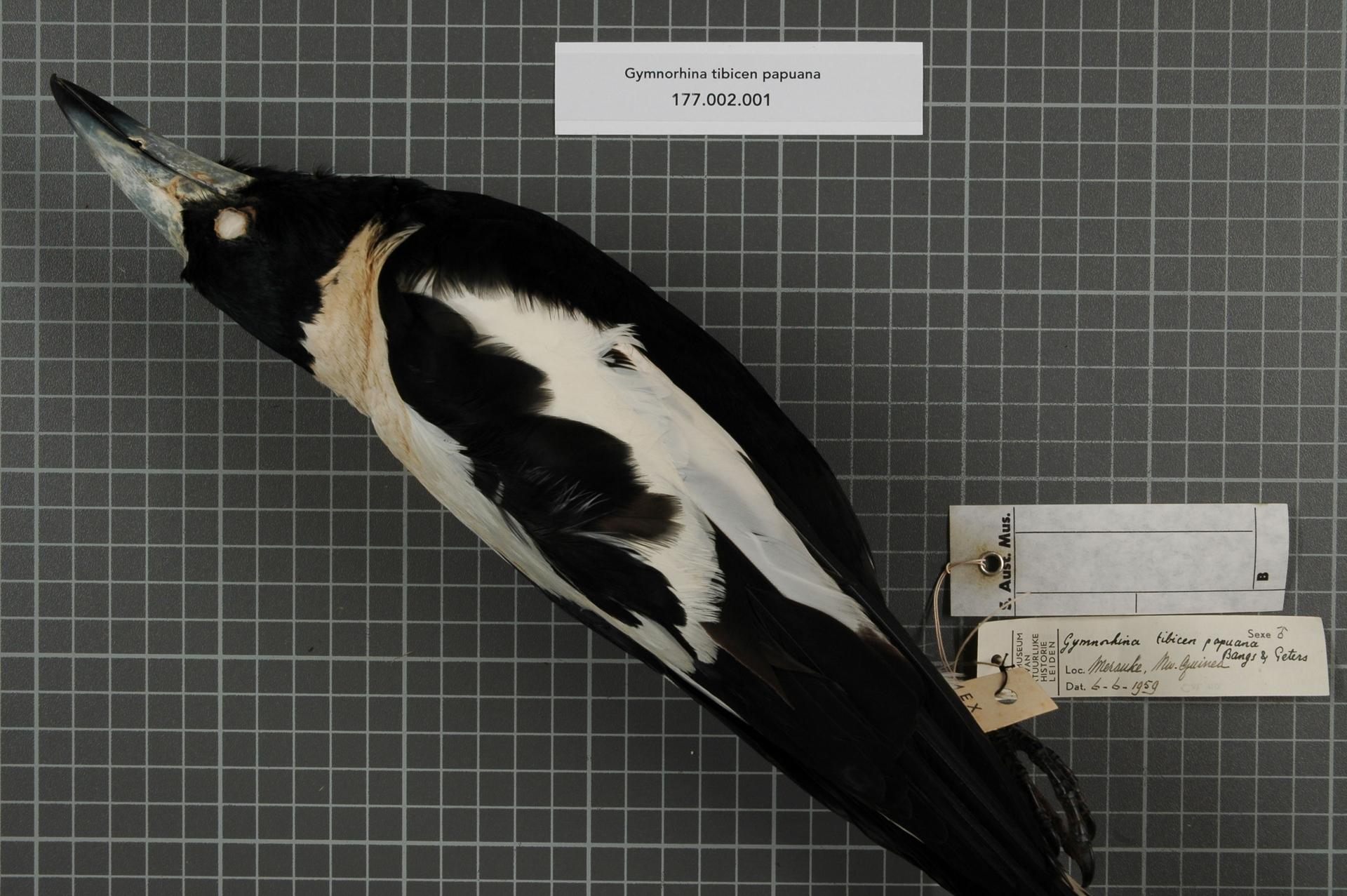
Maschio impagliato della sottospecie papuana.
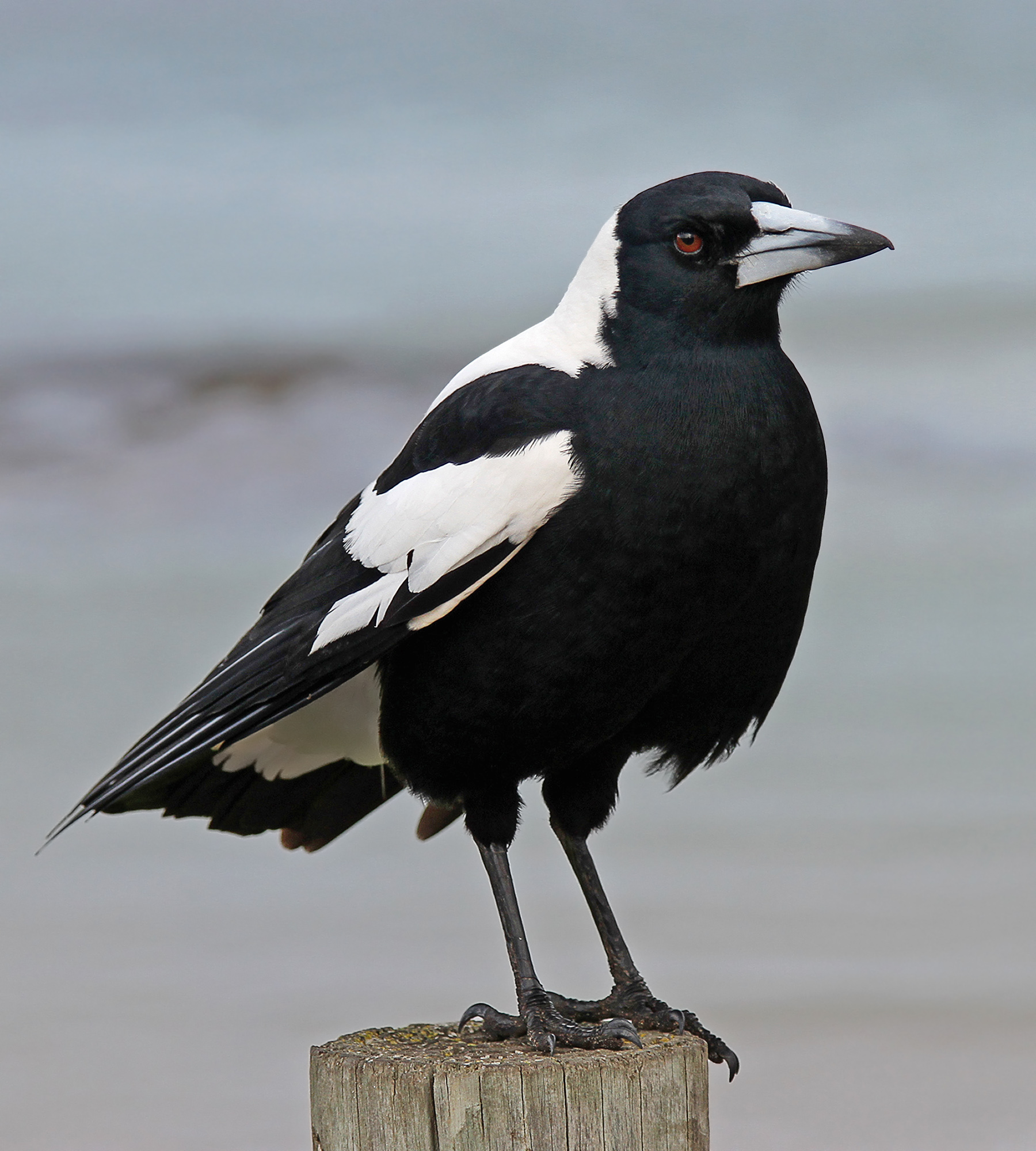
Esemplare della sottospecie tyrannica.
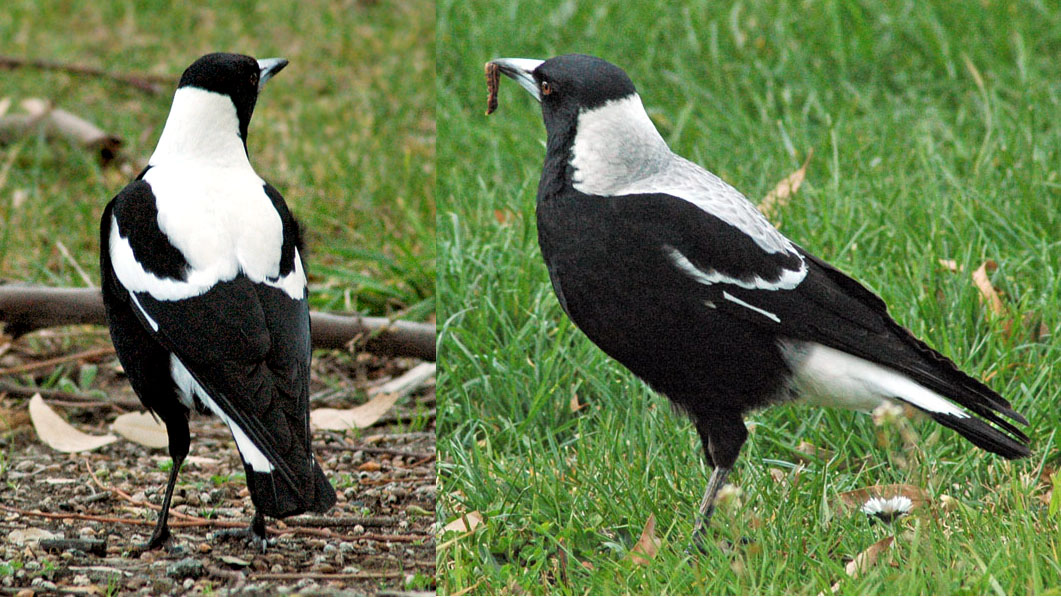
Coppia (maschio a sinistra) della sottospecie hypoleuca.
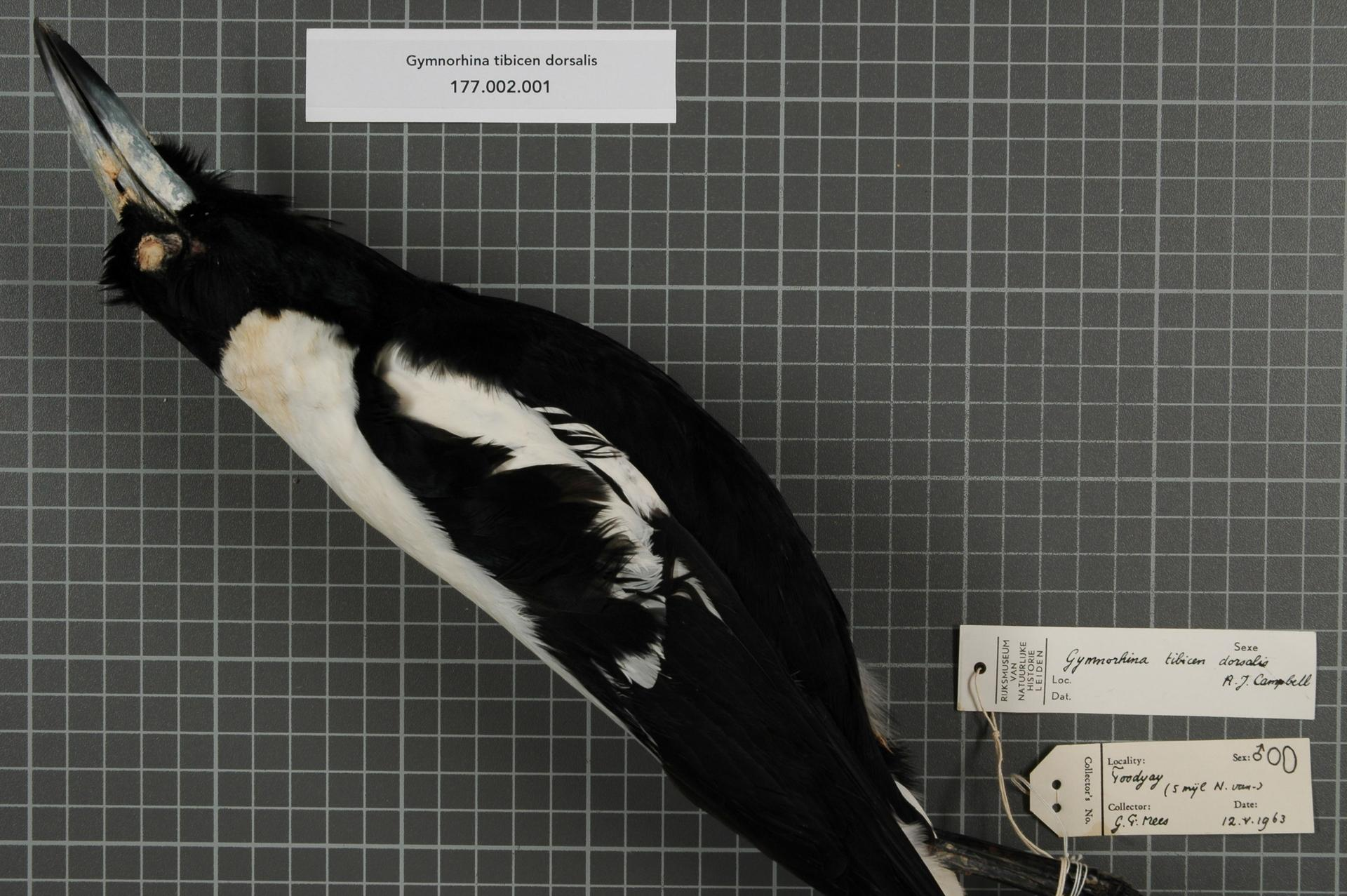
Maschio impagliato della sottospecie dorsalis.
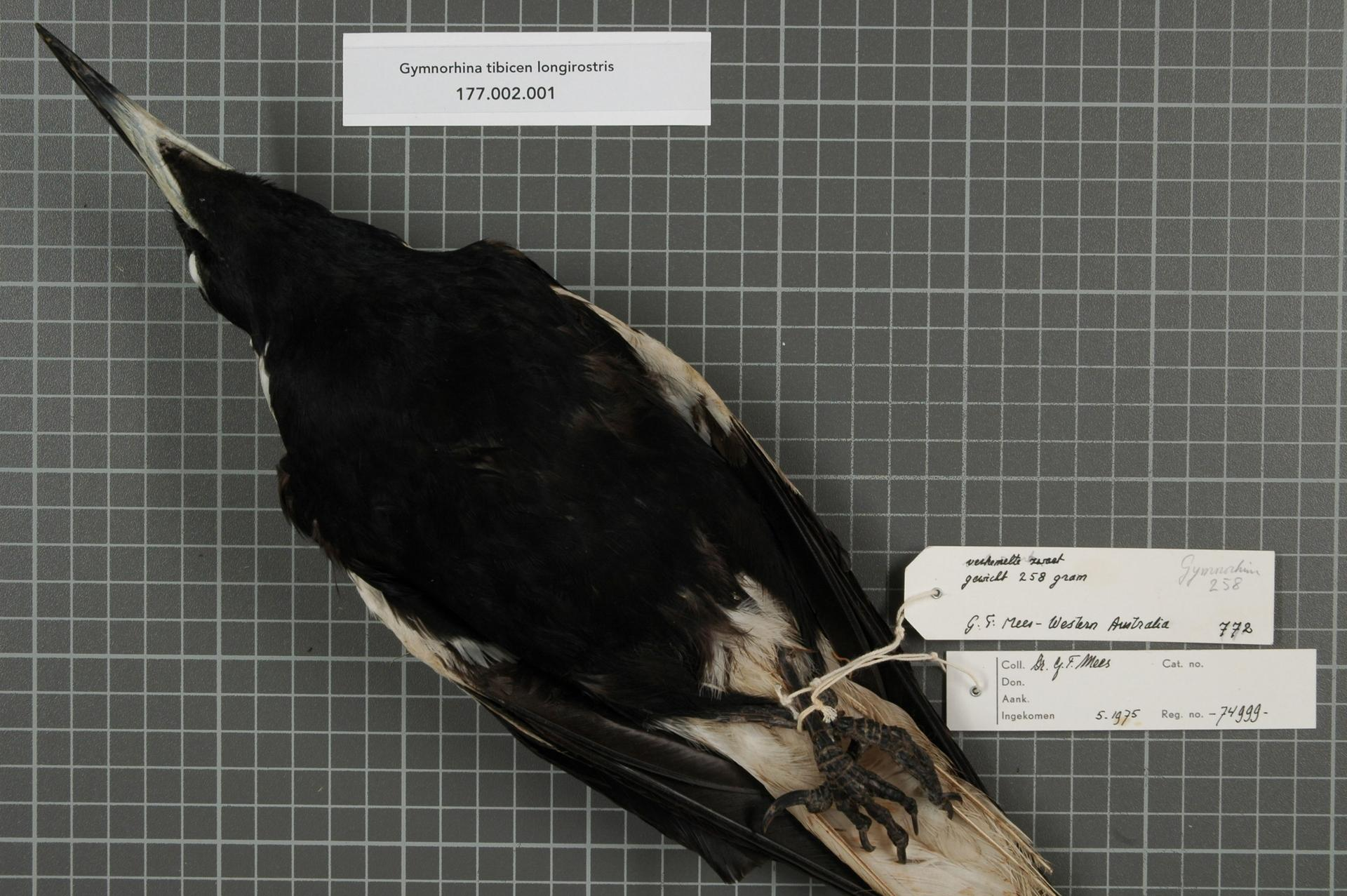
Maschio impagliato della sottospecie longirostris.

Le varie sottospecie possono essere raggruppate in quattro cladi distinti:
- un gruppo tibicen dal dorso nero in Australia settentrionale;
- un gruppo hypoleuca dal dorso bianco in Australia sud-orientale e Tasmania;
- un gruppo monotipico dorsalis in Australia sud-occidentale;
- un gruppo monotipico papuana della Nuova Guinea, separatosi da tibicen circa 16.500 anni fa[20][21].

In passato, tali gruppi sono stati accorpati a formare tre specie distinte (G. tibicen contenente la sottospecie nominale oltre a eylandtensis, longirostris e papuana, G. hypoleuca comprendente le sottospecie hypoleuca, telonocua e tyrannica e G. dorsalis comprendente la sola sottospecie dorsalis): tuttavia, alle differenze a livello morfologico non corrispondono differenze a livello genetico, con le varie popolazioni che si incrociano ed associano senza problemi laddove i vari areali si sovrappongono, tanto che verosimilmente alcune "sottospecie" sono piuttosto popolazioni meticce.
Alcuni autori hanno in passato classificato la gazza australiana nel genere Cracticus, col nome di C. tibicen: studi di carattere molecolare hanno tuttavia mostrato che questi uccelli si sono separati dagli uccelli beccai fra gli 8,3 ed i 4,2 milioni di anni fa, separandosi nuovamente dall'uccello beccaio nero durante il Pliocene (5,8-3 milioni di anni fa) ed andando a costituire un proprio taxon monospecifico, fratello rispetto a Melloria.

## La gazza australiana nella cultura di massa

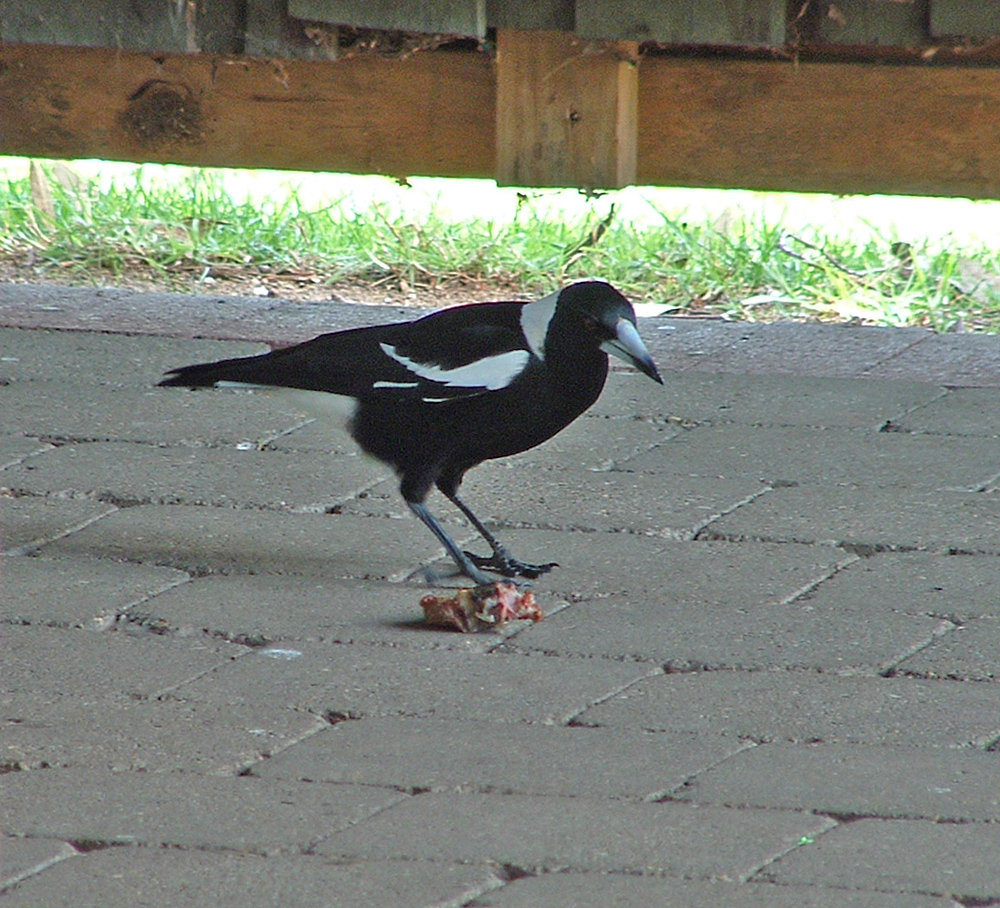
Esemplare si ciba al suolo in ambiente urbano.

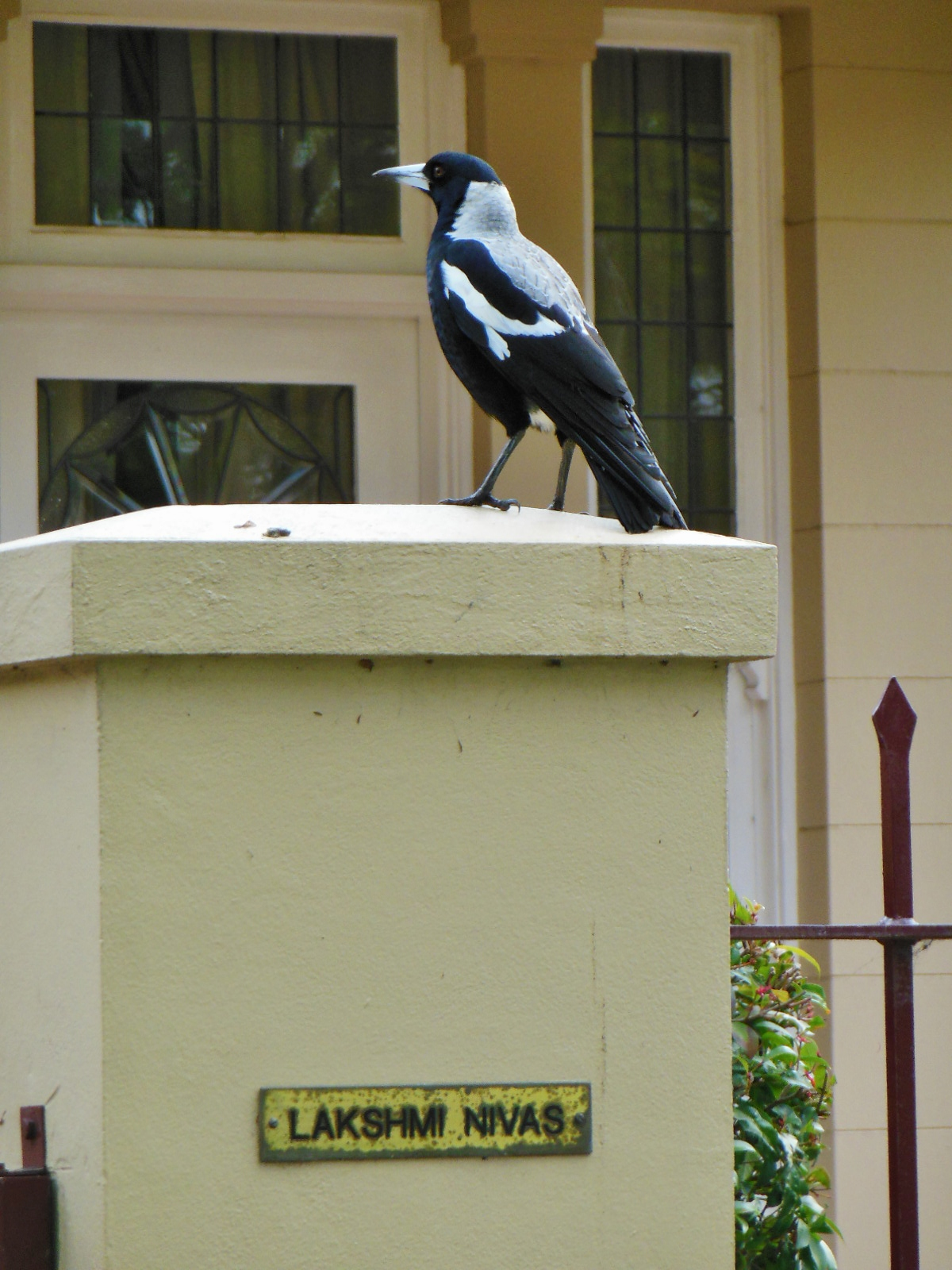
Esemplare in ambiente urbano ad Adelaide.

La gazza australiana è una presenza comune nelle aree urbane di tutta l'Australia, dove questi uccelli si sono abituati alla presenza dell'uomo ed anzi possono diventare un problema.

A causa del comportamento territoriale durante l'allevamento della prole, infatti, questi uccelli possono causare ferite superficiali alla testa o al collo degli ignari passanti, giungendo a far cadere i ciclisti dal mezzo con conseguenze anche serie. Vestire cappelli a falda larga o kepì, oppure occhiali da sole sulla nuca o trucchi analoghi (come occhi dipinti sul retro dei caschi, in modo tale che l'uccello si senta perennemente osservato), o ancora fascette assicurate al casco, tendono a far rinunciare l'uccello dai suoi intenti bellicosi.

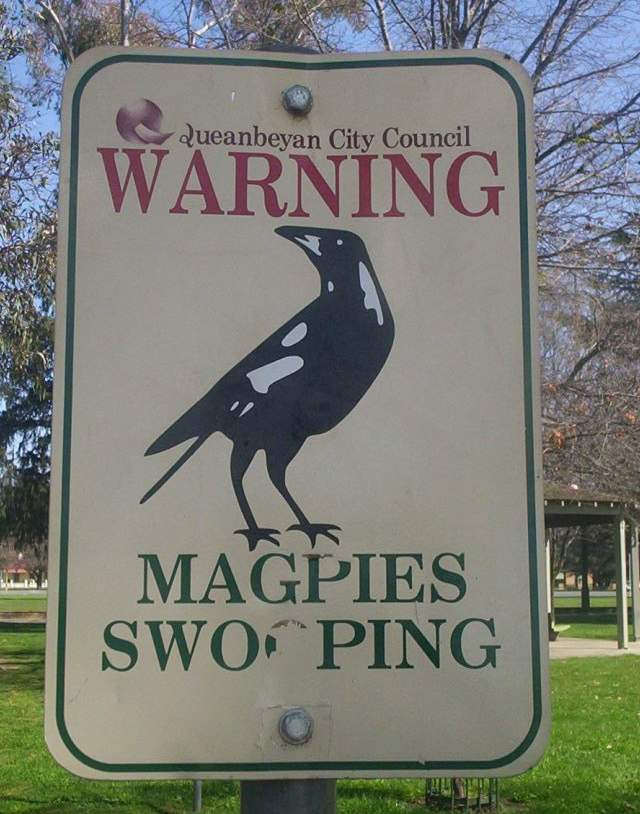
Cartello che segnala la presenza di gazze australiane in riproduzione.

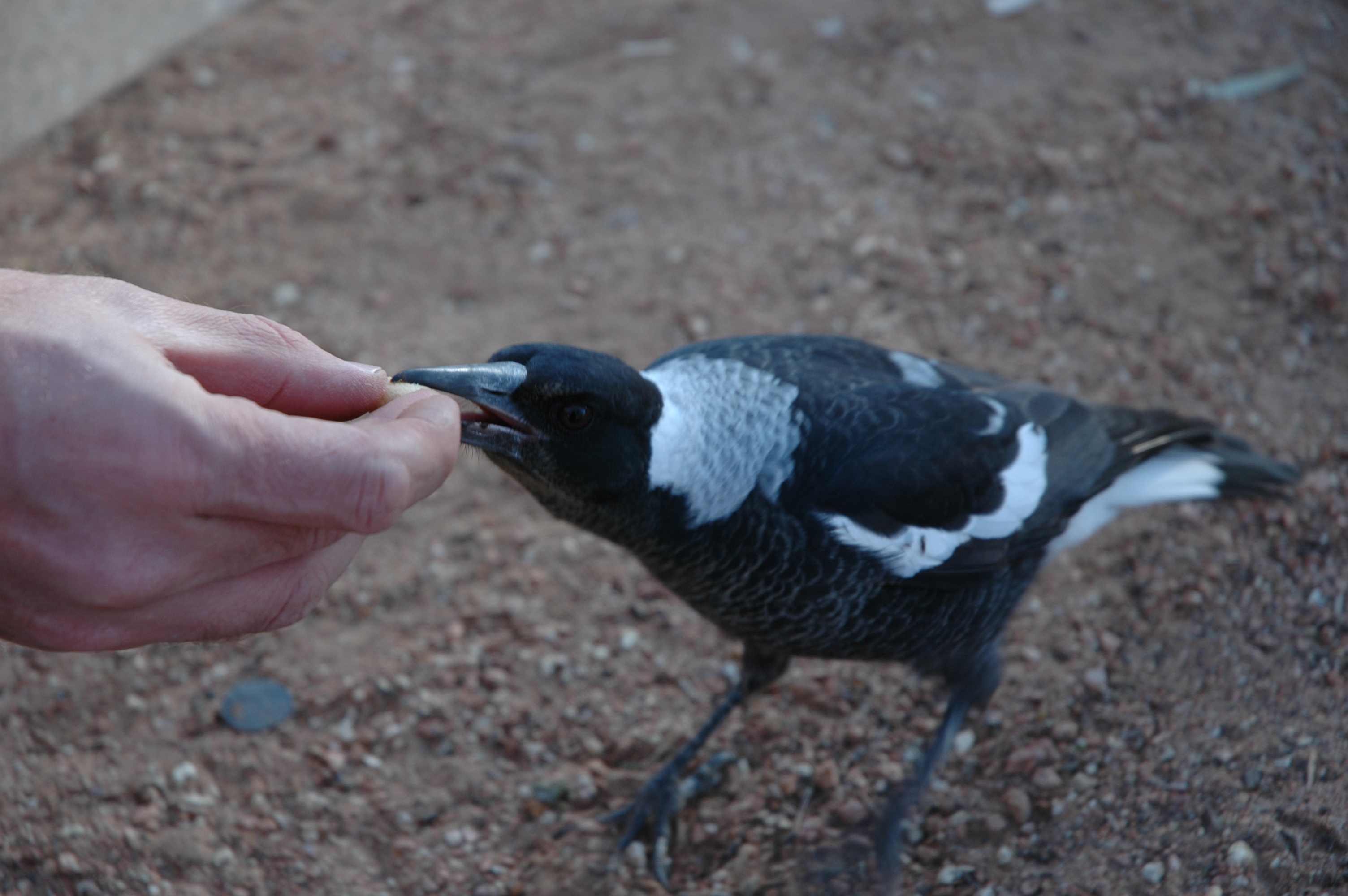
Giovane nutrito dall'uomo.

Sebbene, in quanto specie nativa, sia illegale fare del male o uccidere le gazze australiane in Australia, in caso di animali particolarmente aggressivi è prevista la cattura ed il rilascio in aree disabitate, nel caso di questa specie a più di 25 km dal luogo di cattura (in caso contrario l'animale è in grado di far ritorno al luogo d'origine): la distruzione del nido non è un'opzione auspicabile, in quanto le gazze australiane sono pronte a nidificare nuovamente in caso di perdita della nidiata.

Alcuni suggeriscono che dare da mangiare a questi uccelli ne riduca l'aggressività durante il periodo di cova, in quanto essi assocerebbero la presenza umana al cibo.
In Nuova Zelanda, dove la specie è stata introdotta, essa viene talvolta considerata nociva e potenzialmente pericolosa per alcune specie native quali il tui e il piccione neozelandese, tuttavia manca un'evidenza di tali timori e la maggior parte dei dati raccolti sono di natura aneddotica.
La gazza australiana è molto presente nel folklore aborigeno: fra gli Yindjibarndi essa rappresenta l'alba (in quanto i gruppi di questi uccelli cantano all'alba) e la sua territorialità viene descritta nei canti tradizionali o burndud, mentre fra gli aborigeni di Illawarra essa rappresenta l'animale totem.

Questo uccello compare nel distintivo ufficiale dello Stato dell'Australia Meridionale, nonché sulla sua bandiera e sul suo stemma.

Gli australiani sono molto affezionati a questi uccelli, nell'atteggiamento insolente e sfacciato dei quali essi rivedono alcune delle proprie qualità. Molte squadre prendono il nome e i colori dalla gazza australiana: Collingwood Football Club, Port Adelaide Magpies, Souths Logan Magpies, Western Suburbs Magpies, Glenorchy Football Club. Anche alcune squadre neozelandesi, come l'Hawke's Bay Rugby Union team, utilizzano questo animale come mascotte e vengono conosciute come the Magpies ("le gazze").